# جمهوری آذربایجان
جمهوری آذربایجان (به ترکی آذربایجانی: Azərbaycan Respublikası)، بزرگ‌ترین کشور قفقاز واقع در قفقاز جنوبی می‌باشد که در شرق اروپا و آسیای غربی و در مجاورت دریای خزر قرار دارد. پایتخت و بزرگ‌ترین شهر این کشور، باکو و زبان رسمی آن، زبان آذربایجانی است. این سرزمین تا حدود دویست سال پیش جزو کشور ایران بود ولی در جنگ‌های ایران و روسیه، طی قراردادهای گلستان و ترکمانچای به روسیه ملحق شد. جمهوری سوسیالیستی آذربایجان شوروی در سال ۱۹۹۱ از اتحاد جماهیر شوروی جدا شد و به شکل کنونی درآمد.
این کشور از جنوب با ایران ۶۸۹ کیلومتر، از غرب با ارمنستان ۹۹۶ کیلومتر و ترکیه ۱۷کیلومتر، از شمال با گرجستان ۴۲۸ کیلومتر و روسیه ۳۳۸ کیلومتر مرز زمینی دارد. همچنین این کشور دارای ۷۱۳ کیلومتر مرز آبی با کشورهای ترکمنستان و قزاقستان در دریای خزر است. جمعیت آذربایجان ۱۰٬۱۳۹٬۰۰۰ نفر با اکثریت مسلمان (۹۷٫۳٪) است.
این سرزمین تا حدود دویست سال پیش جزو کشور ایران بود ولی در جنگ‌های ایران و روسیه، طی قراردادهای گلستان و ترکمانچای به روسیه ملحق شد. آذربایجان دارای میراث فرهنگی تاریخی کهن است. با فروپاشی امپراتوری روسیه، جمهوری دمکراتیک آذربایجان در ۲۸ مه ۱۹۱۸ تأسیس شد و از جمهوری فدرال دموکراتیک قفقاز جنوبی، اعلام استقلال کرد. نام آذربایجان، با توجه به نام ناحیهٔ آذربایجان ایران انتخاب و با اهداف سیاسی، بر این جمهوری، نهاده شد. این در حالی است که این نواحی در تاریخ ایران هیچگاه آذربایجان نامیده نمی‌شد بلکه اران یا آران خطاب می‌شد. در سال ۱۹۲۰ با حملهٔ ارتش سرخ به باکو، این جمهوری با عنوان جمهوری شوروی سوسیالیستی آذربایجان، به اتحاد جماهیر شوروی ضمیمه شد. اندکی پیش از فروپاشی اتحاد جماهیر شوروی، کشور فعلی جمهوری آذربایجان، در روز ۳۰ اوت ۱۹۹۱ اعلام استقلال کرد.
جمهوری آذربایجان، دارای یک حکومت متمرکز بوده و نظام سیاسی آن، جمهوری نیمه‌ریاستی است. حزب آذربایجان نوین از سال ۱۹۹۳ همواره قدرت را در دست داشته است. این حزب، متهم به انحصار قدرت، اقتدارگرایی و نقض حقوق بشر در آذربایجان از طریق سرکوب آزادی‌های سیاسی و مدنی و ایجاد محدودیت در خبررسانی است. با وجود این‌که ۹۷ درصد از شهروندان آذربایجانی، مسلمان هستند، اما حکومت این کشور، بر اساس قانون اساسی آذربایجان، یک حکومت سکولار است و هیچ دین رسمی نیز برای این کشور، تعریف نشده است.
این کشور، یکی از ۶ کشور مستقل با مردمان ترک‌زبان و از اعضای فعال شورای همکاری کشورهای ترک‌زبان و سازمان بین‌المللی فرهنگ ترکی است. آذربایجان با ۱۸۲ کشور دارای روابط سیاسی است و در ۳۸ سازمان و نهاد بین‌المللی از جمله سازمان ملل متحد، جنبش عدم تعهد، سازمان امنیت و همکاری اروپا، شورای اروپا و همچنین در برنامه مشارکت برای صلح ناتو، عضویت دارد. این کشور همچنین از اعضای مؤسس سازمان توسعه اقتصادی و دموکراسی گوآم، کشورهای مستقل همسود، سازمان منع سلاح‌های شیمیایی و عضو ناظر در سازمان تجارت جهانی است.

همچنین جمهوری آذربایجان ادعای مالکیت ارضی بر دالان زنگزور در ارمنستان را مطرح کرده است.

## واژه‌شناسی

### ریشهٔ نام
نام آذربایجان از واژهٔ آتروپات، نام ساتراپ (فرماندار) پارسی ماد کوچک در زمان لشکرکشی اسکندر مقدونی به شاهنشاهی هخامنشی، نشأت گرفته است. آتروپات پس از مرگ داریوش سوم در سال ۳۳۰ پ.م. به اسکندر پیوست و ۳ سال همراه او بود تااینکه مجدداً به فرمانداری ماد گماشته شد؛ اما پس از مرگ اسکندر، دولتی مستقل از جانشینان مقدونی وی تشکیل داد. معنی نام آتروپات ریشه در دین زرتشتی داشته و به معنی «آذربُد» یا «نگهبان آتش» یا «نگهبانی شده توسط آتش» است. واژه آذربایجان در پارسی میانه Āturpātākān (آتورپاتاکان) و در شکل قدیم فارسی نو Ād̲h̲arbād̲h̲agān (آذرباذَگان) و Ād̲h̲arbāyagān (آذربایَگان) تلفظ می‌شده و امروزه Āzarbāyd̲j̲ān (آذَربایجان) تلفظ می‌شود. در واقع، «آذر» تغییریافتهٔ «آتَر» (آتش) و «بایجان» تغییریافتهٔ «پاتگان» (جایگاه نگهبان) است.

### نام پیشین

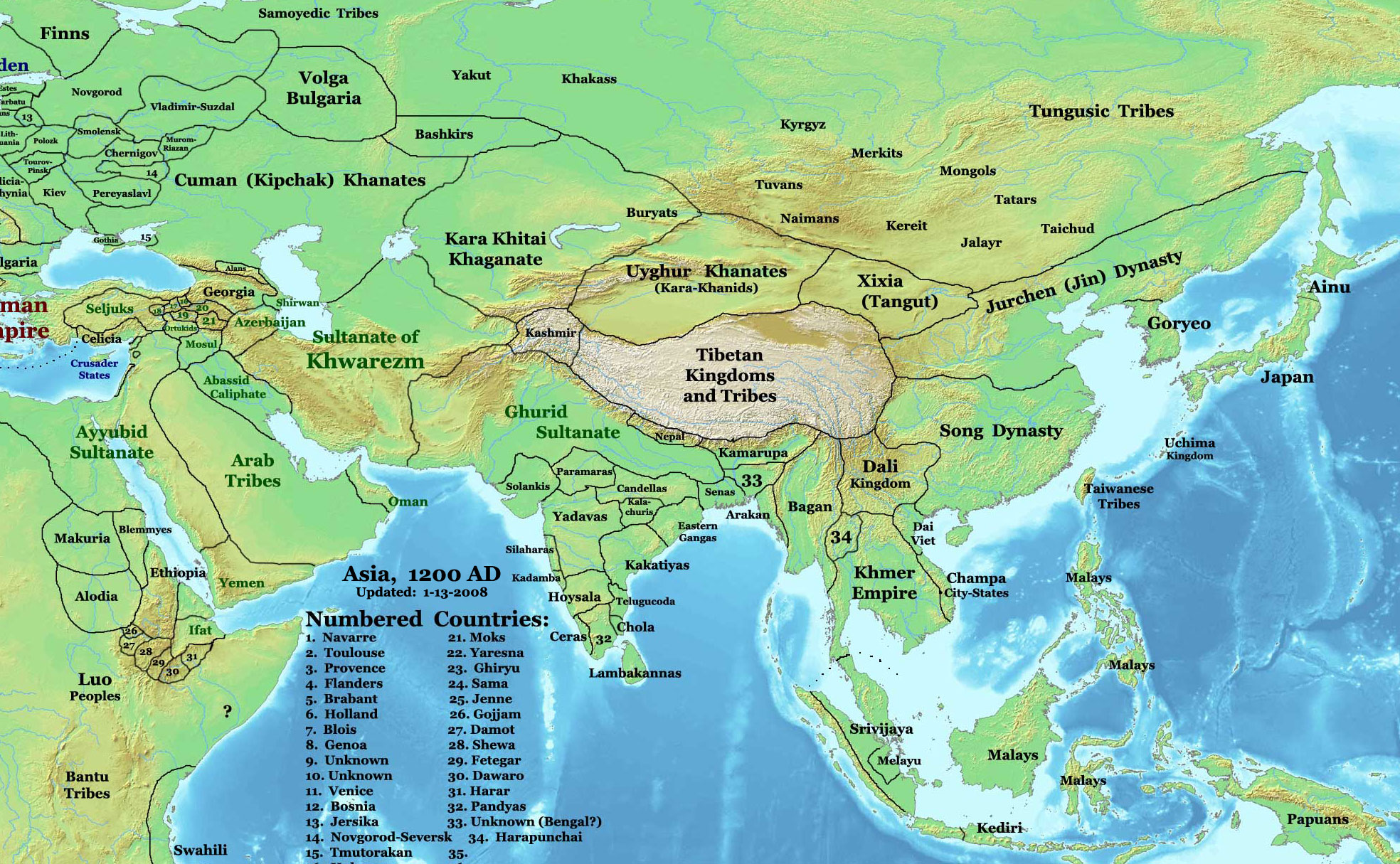
نقشه آسیا و آذربایجان در حدود ۱۲۰۰ میلادی

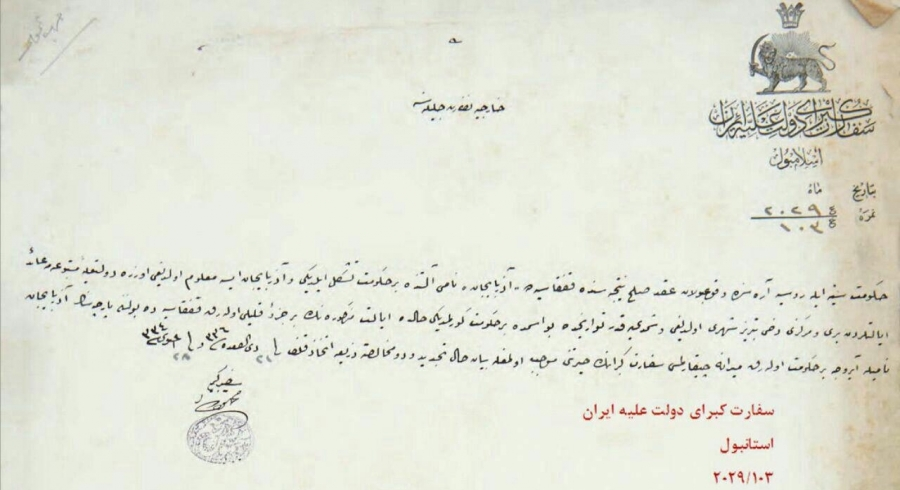
اعتراض رسمی ایران به امپراتوری عثمانی در خصوص انتخاب نام «آذربایجان» از سوی حزب مساوات برای آران

این منطقه در گذشته به نام اران معروف بوده است. در روستای «بویوک دَکَن» واقع در بخش نوخای قفقاز، نوشته‌ای به خط و زبان یونانی باستان به دست آمده که تاریخ آن را سده ۲ میلادی دانسته‌اند و در آن از «لبانیا» یاد شده است. در نوشته‌های مورخان باستان از جمله پلیبیوس و استرابون نیز نام «آلبانیا» آمده است. به نظر بعضی محققان، آلبانیا در منابع پارتی‌زبان به صورت «اردان» آمده است. در منابع عهد اسلامی این نام را اران و «الران» نوشته‌اند. این نام به احتمال قوی با نام پارتی «اردان» مرتبط است. پس از لشکرکشی‌های تیمور و تاخت‌وتاز ترکمانان آق‌قویونلو و قراقویونلو، نام اران به تدریج از کتاب‌ها برداشته شد

امسال، در مدارس شوروی، از دو درس تاریخ و علوم اجتماعی، امتحان نهایی به عمل نخواهد آمد، چرا که در چند دههٔ گذشته، تاریخ آن کشور به صورت کاملاً تحریف شده‌ای در کتاب‌های درسی مورد بحث قرار گرفته است.

روزنامهٔ ایزوستیا
در پیمان‌نامه‌های ترکمانچای و گلستان به بخش شمالیِ رود ارس که از ایران جدا شده، نام آذربایجان داده نشده است و این نام مختص به مرزهای ایران بوده است.

### تغییر نام از اران به آذربایجان

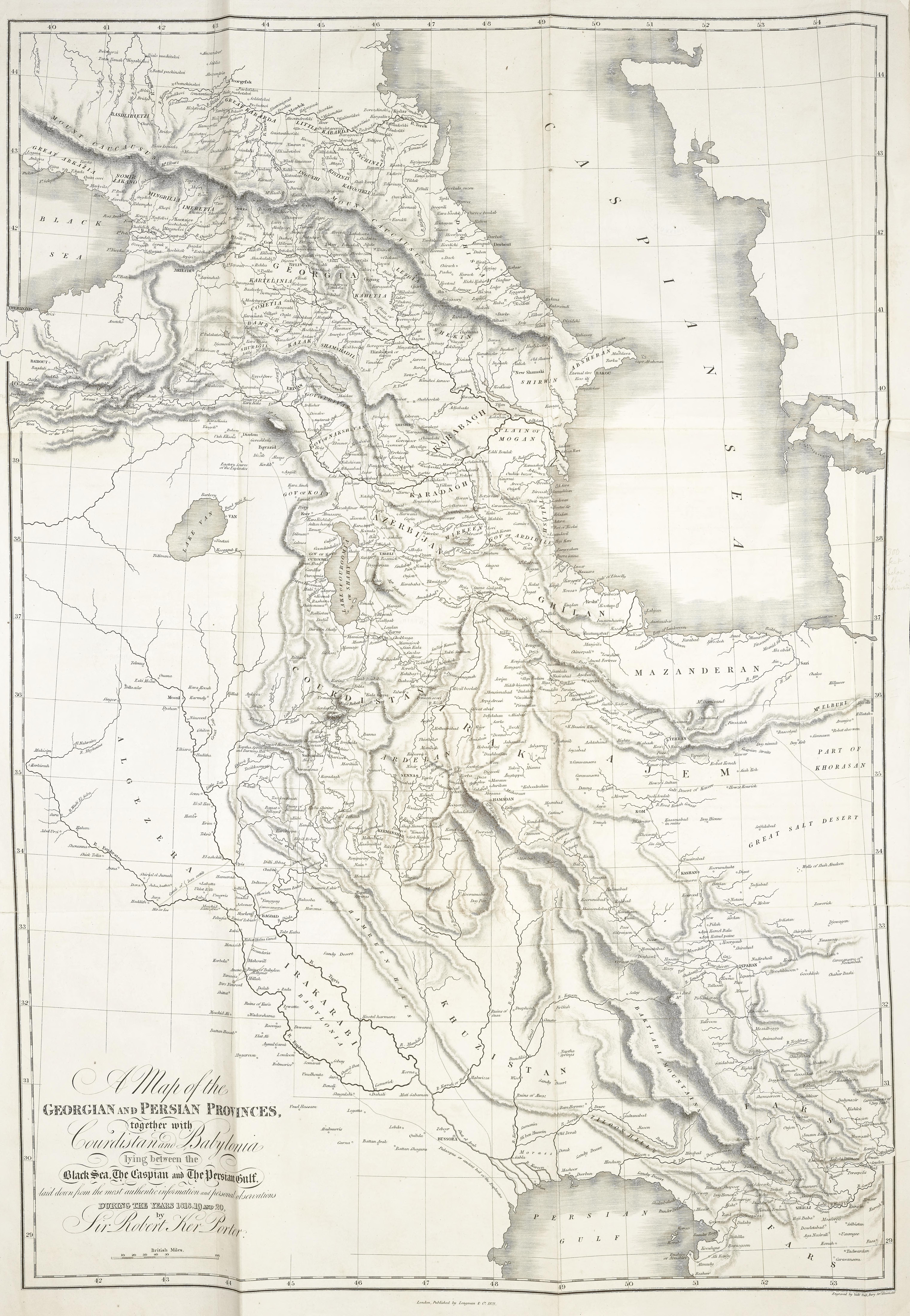
نقشه‌ای از رابرت کر پورتر در سال ۱۲۰۰ خورشیدی که شمال رودخانهٔ ارس را آذربایجان ننامیده است.

نخستین استفاده از نام «آذربایجان» در آن منطقه، به وقایع پس از سقوط امپراتوری روسیه و تشکیل دولتی با نام «جمهوری دموکراتیک آذربایجان» در مه ۱۹۱۸ در شهر تفلیس مربوط می‌شود. تا آن زمان، یعنی ۱۹۱۸، نام «آذربایجان» صرفاً برای مناطق شمال غربی ایران استفاده می‌شد و برای مناطق بالاتر از رود ارس استفاده نمی‌شد. این در حالی بود که به شکل تاریخی، نام آن مناطق اران و شیروان نامیده می‌شدند. برخی تاریخ‌نویسان و پژوهشگران، تغییر نام این منطقه را از آران (در تاریخ باستان با نام آلبانی) به آذربایجان که نامی مختص به ایران بود را تلاشی هدفمند از سوی اتحاد شوروی برای مداخله در امور ایران دانستند.
در ۲۸ آوریل ۱۹۲۰ میلادی دولت مساواتیان با حمله ارتش سرخ به باکو ساقط شد و سپس آن منطقه را «جمهوری شوروی سوسیالیستی آذربایجان» به عنوان بخشی از اتحاد شوروی نامیدند.
جمیل حسنلی (از نویسندگان پروژهٔ مطالعات جنگ سرد در دانشگاه هاروارد) می‌گوید، هر چند که سابقه پشنهاد نام آذربایجان برای منطقه در نوشته‌های یکی از روشنفکران برجسته آن دوران به نام جلیل محمد قلی‌زاده دیده می‌شود، اما پیشنهاد اصلی از سوی نصیب بیگ یوسف بیگلی ارائه شده است؛ یک فعال سیاسی اهل گنجه که تمایلات پان‌ترکی داشته و او یکی از چهره‌های مهم حزب بانفوذ مساوات بوده است:
قبل از سقوط تزار و در سالهای جنگ جهانی اول پیش‌بینی می‌شد که نقشه سیاسی دنیا تغییر خواهد کرد. در واقع دوره جست و جوی ایده‌ها آغاز شده بود و ایده آذربایجان پیشتر در ادبیات جای خود را باز کرده بود. اگر به مطبوعاتی که در اراضی آذربایجان شمالی از روزنامه اکینچی به این سو منتشر می‌شد نگاه کنیم دربارهٔ این ایده و این که این اراضی آذربایجان نامیده شود، نوشته‌هایی را می‌توان دید و این موضوع در مطبوعات مذاکره می‌شد. بسیاری ایده آذربایجان به عنوان دولت را به محمد امین رسول‌زاده نسبت می‌دهند اما خود رسولزاده می‌نویسد که بانی این اندیشه نصیب بیگ یوسف بیگلی بوده است. نصیب بیگ با دختر اسماعیل گاسپیرالی ازدواج کرده بود و این خویشاوندی خود نشانگر وقوف او به اندیشه گاسپیرالی یعنی اتحاد بین ترک زبانان در عمل، اندیشه و زبان است. رسولزاده خود می‌نویسد ما به اصطلاح آذربایجان که بار جغرافیایی داشت مضمون سیاسی دادیم. و بدین ترتیب دولتی با نام آذربایجان در نقشه سیاسی جهان پدیدار شد. بی شبهه در ابتدا این نامگذاری در ایران نارضایتی آفرید. چون اراضی شمالی دولت ایران نیز از نظر تاریخی آذربایجان نامیده می‌شد.

## جغرافیا

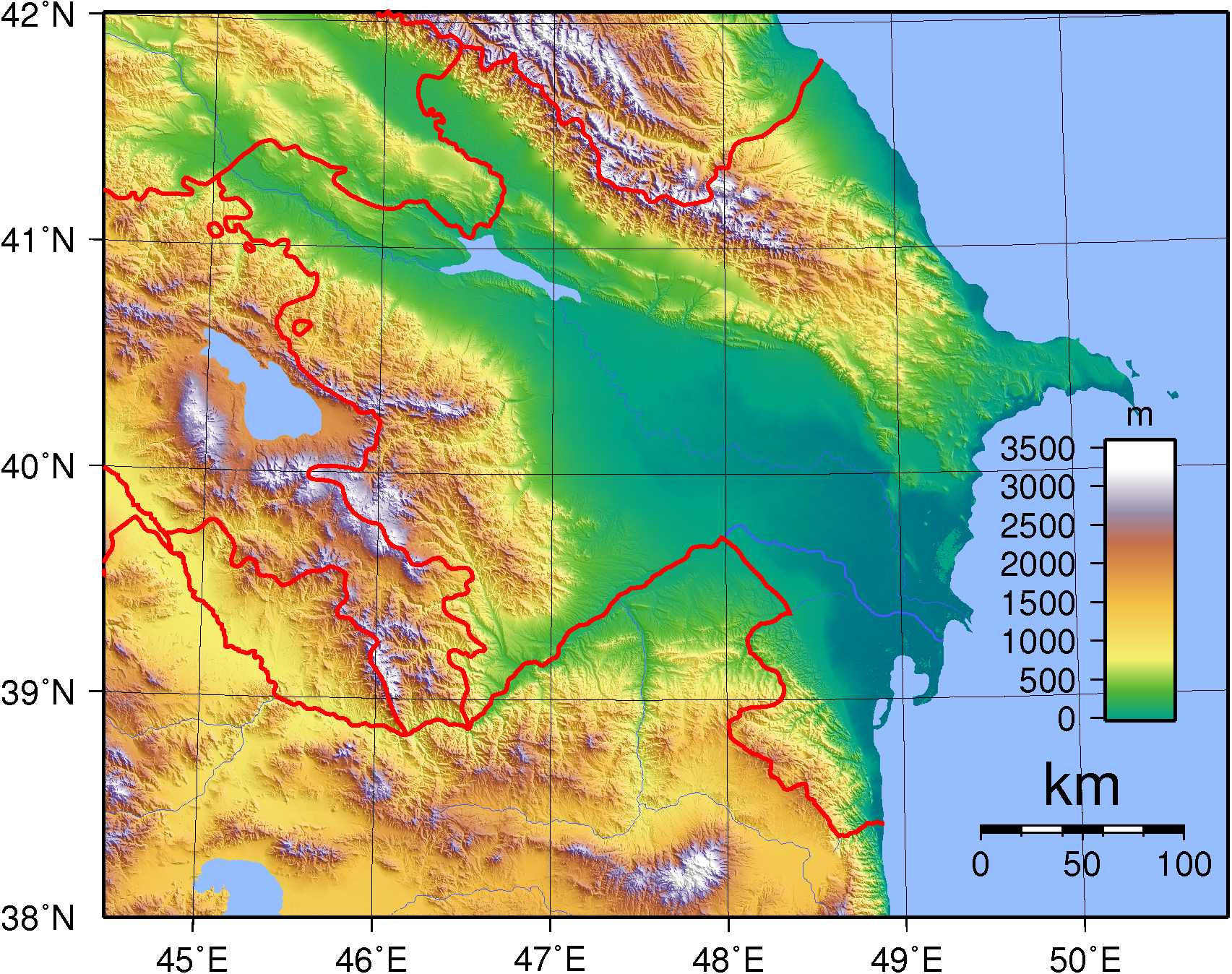
توپوگرافی جمهوری آذربایجان

کشور آذربایجان از نظر موقعیت جغرافیایی بین طول جغرافیایی ۲۰”/ ۵۹′/ ۴۴° تا ۵۴”/ ۳۶′/ ۵۰° شرقی و عرض جغرافیایی ۳۰″/ ۲۶′/ ۳۸° تا ۳۶″/ ۵۴′/ ۴۱° شمالی واقع شده است. این مختصات مربوط به خاک اصلی جمهوری آذربایجان است (بدون احتساب نخجوان).
جمهوری آذربایجان در جنوب رشته‌کوه قفقاز و شمال رودخانه ارس و در کنار دریای خزر واقع شده است. سه رشته‌کوه، قفقاز بزرگ در شمال، قفقاز کوچک در غرب، و کوه‌های تالش در جنوب، این کشور را احاطه کرده است. این کوه‌ها ۴۰ درصد از مساحت جمهوری آذربایجان را دربرگرفته است و قلهٔ کوه بازاردوزو (Bazardüzü) با ارتفاع ۴۴۶۶ متر بلندترین نقطه آن است. نواحی میانی شامل جلگه‌های آران مرکزی، مغان و میل و سواحل دریای خزر کم ارتفاع و پست بوده و ارتفاع در پست‌ترین نقطهٔ این کشور، ۲۸ متر پایین‌تر از سطح دریاهای آزاد است. جمهوری آذربایجان یک کشور محصور در خشکی است. این کشور در پیرامون دریای خزر، که یک دریای بسته است، واقع شده و طول خط ساحلی آن ۸۰۰ کیلومتر است. تنوع زیستی و گیاهی آذربایجان به دلیل تنوع آب و هوا بسیار زیاد است به گونه‌ای که تنها بیش از ۴۵۰۰ گونه گیاه در کوهستان‌های آذربایجان دیده می‌شود.
|  |  |  |  |

### مرزها
| • ارمنستان: ۱۰۰۷کیلومتر | • ایران: ۷۶۵کیلومتر | • گرجستان:۴۸۰کیلومتر | • روسیه: ۳۹۰کیلومتر | • ترکیه: ۱۵ کیلومتر (از طریق جمهوری خودمختار نخجوان) |  |

### آب و هوا

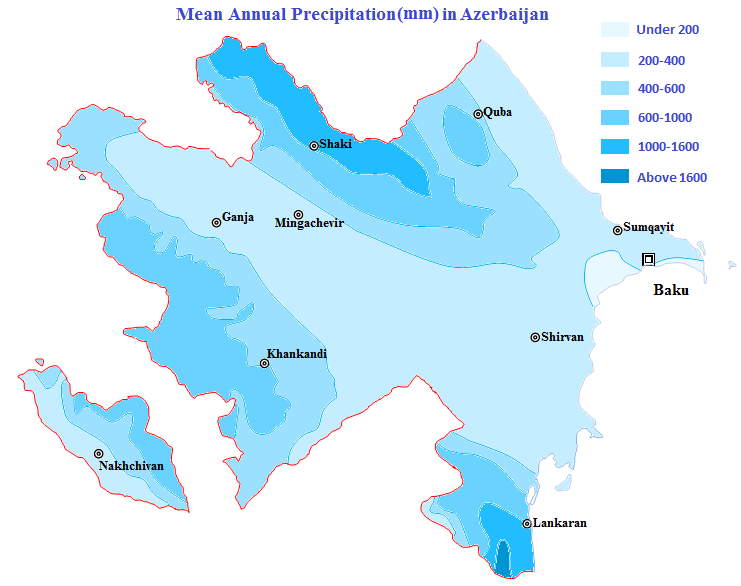
میانگین بارش سالانه در جمهوری آذربایجان

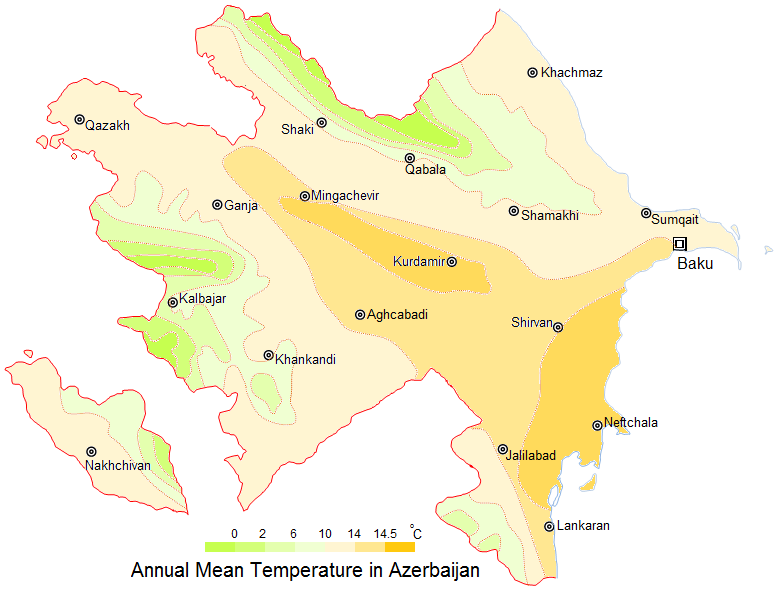
دمای میانگین سالانه در جمهوری آذربایجان

از لحاظ آب و هوایی، جمهوری آذربایجان دارای چندین نوع آب و هوای مختلف است. به‌طوری‌که از ۱۱ ناحیه آب و هوایی، ۹ گونه ناحیه در آذربایجان وجود دارد. میانگین دما در مناطق جلگه‌ای شمال و شرق کشور از ۶ درجهٔ سانتی‌گراد در زمستان و ۳۶ درجه در تابستان متغیر است، در حالی‌که در مناطق کوهستانی غربی زمستان‌ها تا ۹- در زمستان و ۱۲ درجه سانتی‌گراد در تابستان می‌رسد. پایین‌ترین دمای مطلق در اردوباد به میزان ۳۳- درجه سانتی‌گراد و بالاترین دما در جلفا به میزان ۴۶ درجه سانتی‌گراد ثبت شده است. به‌طور کلی شمال و شرق کشور دارای آب و هوای نسبتاً خشک و کوهستانی است در حالی‌که منطقه جنوب شرقی آب و هوای مرطوب و ملایم‌تری دارد. مناطق غربی و شمالی و جنوبی شامل قره‌باغ و شمال شرقی جمهوری خودمختار نخجوان، دامنه کوه‌های قفقاز و ناحیه لنکران-آستارا و کوه‌های کوه‌های تالش بسیار مرطوب هستند. بیشترین میزان بارش سالانه در لنکران و به میزان ۱۶۰۰ تا ۱۸۰۰ میلی‌متر و کمترین میزان بارش سالانه به میزان ۲۰۰ تا ۳۵۰ میلی‌متر در آبشرون روی می‌دهد. مناطق مرکزی شامل جلگه‌های وسیع مستعد کشاورزی است که توسط رودهای کورا و ارس آب‌رسانی می‌شوند.

### تقسیمات کشوری
جمهوری آذربایجان به ۵۹ بخش، ۱۱ شهر و ۱ جمهوری خودمختار تقسیم شده است. جمهوری خودمختار نخجوان دارای ۷ بخش است و بدین ترتیب، این کشور جمعاً به ۶۶ بخش تقسیم شده است.
علاوه بر این، این کشور به ۱۰ ناحیه اقتصادی تقسیم شده است. هر ناحیه اقتصادی شامل چند بخش می‌باشد. نواحی اقتصادی جمهوری آذربایجان عبارتند از:
| - آبشرون - قوبا-خاچماز - داغلیق شیروان - شکی-زاکاتالا - گنجه-قازاخ | - یوخاری قاراباغ - کلبجر-لاچین - کورا - کورای مرکزی - لنکران-آستارا |  |

## تاریخ

### دوره پیش از تاریخ
سابقه حضور بشر در جمهوری آذربایجان به هزاران سال قبل بازمی‌گردد. کاوش‌های غار آزیخ در بخش فضولی وجود آثاری از زندگی بشر به قدمت ۳۵۰ تا ۴۰۰ هزار سال را نشان می‌دهد. سنگ نگاره‌های قبوستان نیز تاریخی ۱۲ هزارساله دارند.
در سده ۹ پیش از میلاد، سکاها یکی از اقوام ایرانی‌تبار در این ناحیه‌ای که هم‌اکنون جمهوری آذربایجان نامیده می‌شود، سکنی گزیدند. به دنبال آنان مادها بر منطقه حاکم گشتند و سپس جزئی از شاهنشاهی هخامنشی شد. با حمله اسکندر به ایران دوران حکمرانی حاکمان وابسته به او در منطقه آغاز شد. اما در دوره‌هایی حاکمان محلی حکومت‌های محلی خود را برپا می‌داشتند.

### دوره باستان

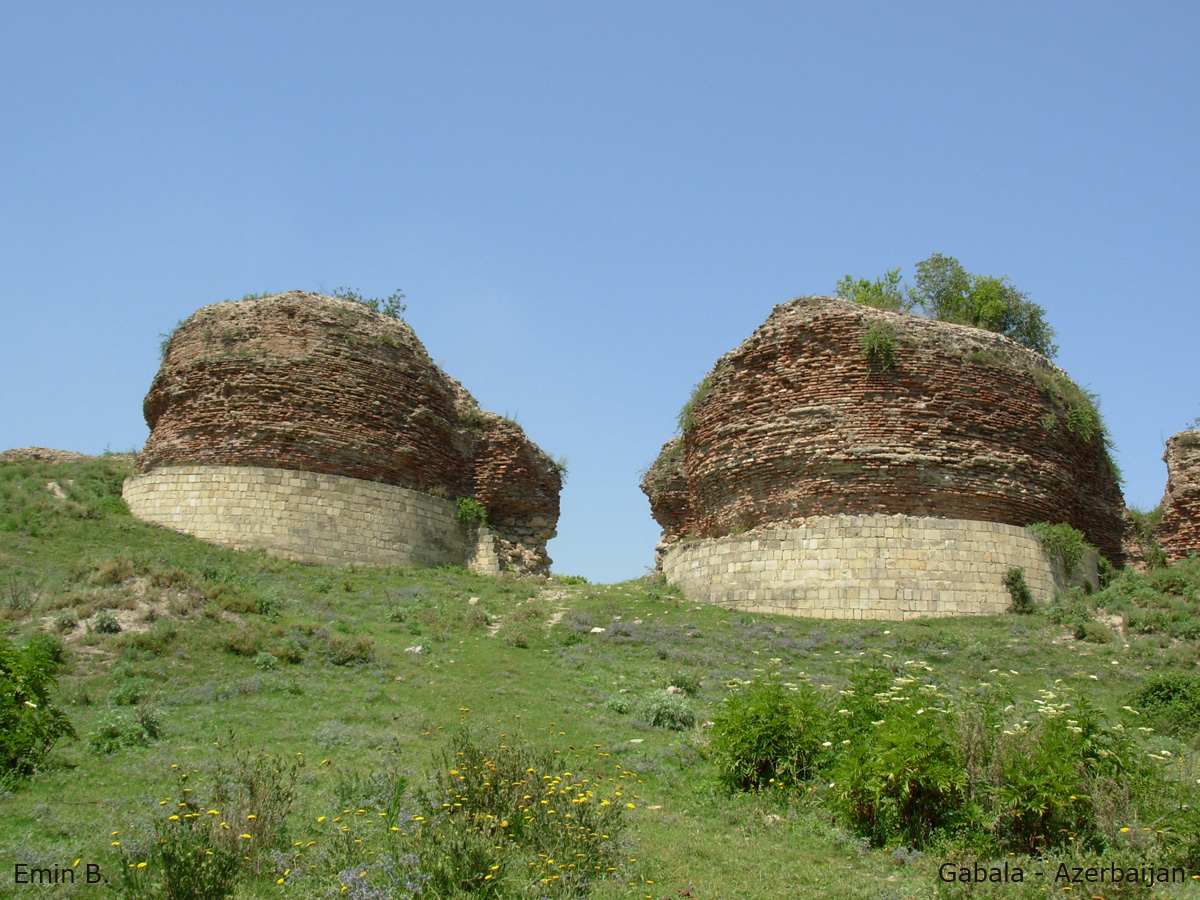
دروازه‌های شهر قبله پایتخت آلبانیای قفقاز

در فاصله قرن اول تا سوم میلادی رومیان بر این منطقه مسلط شدند و نام آن را آلبانیا نهادند در این دوران پادشاهی مسیحی آلبانیای قفقاز پدیدار شد اما این ناحیه در سال ۲۵۲–۲۵۳ پس از میلاد به دست شاپور یکم ساسانی افتاد. کشمکش برای به دست گرفتن کنترل منطقه بین رومیان، پادشاهان ساسانی و حکام محلی ادامه داشت؛ و قدرت بین آن‌ها دست به دست می‌شد.

### دوره اسلام
در زمان ظهور اسلام سلسله مسیحی مهرانی‌ها در آلبانیای قفقاز حاکم بودند. آنان همواره توسط ترکان خزر از شمال و اعراب از جنوب مورد تهدید واقع می‌شدند. اعراب مسلمان پس از شکست دادن رومیان و ساسانیان به سوی آذربایجان لشکرکشی کردند و پس از درهم شکستن مقاومت مسیحیان به رهبری جوانشیر در سال ۶۶۷ میلادی بر این ناحیه حاکم شدند.

### شروان‌شاهان

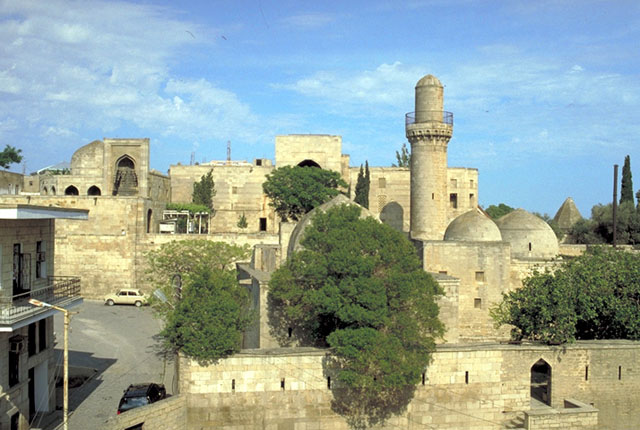
کاخ شروان‌شاهان در باکو

از اواخر قرن دوم شمسی شروان‌شاهان حکومت منطقه آذربایجان را در دست گرفتند. آنان با آمدن سلجوقیان نیز بر مسند قدرت باقی‌ماندند. چرا که به آنان خراج می‌دادند. این سلسله تا زمان انقراضش در سال ۹۱۷ خورشیدی (۹۴۵ قمری) به دست شاه تهماسب یکم صفوی، در قسمت‌هایی از آذربایجان به‌ویژه ناحیه شمال شرقی این جمهوری به صورت حاکمان محلی، حکم‌رانی می‌کردند.

### غزنویان و سلجوقیان
در اوایل قرن پنجم شمسی غزنویان بر قسمتی از منطقه مسلط شدند. آنان اولین حکومت ترک‌تبار در منطقه بودند و در تغییر ترکیب جمعیتی و زبانی آذربایجان نقش عمده‌ای داشتند. به‌دنبال غزنویان، سلجوقیان که حکومتی ترک‌تبار بودند بر منطقه حاکم شدند. این دوران، دوران شکوفایی ادبیات فارسی در منطقه نیز می‌باشد. مشهورترین شاعران این دوران، نظامی گنجوی و خاقانی شروانی می‌باشند.

### حمله مغول و تیمور
در سده ۱۳ و سده ۱۴ میلادی با هجوم مغول‌ها و تاتارها (تیمور لنگ) سلسله‌های محلی برافتادند.

### صفویه
در سده ۱۵ میلادی خانات محلی تحت سلطه آق‌قویونلوها، تا به سلطنت رسیدن شاه اسماعیل صفوی به قسمت عمده اران، شروان و قره‌باغ تسلط داشتند. آران و شروان، از اولین مناطقی بود که شاه اسماعیل یکم صفوی تحت سلطه خود درآورد. پس از جنگ چالدران برای نخستین بار این منطقه به شکل موقت به اشغال ترکان عثمانی درآمد تا پس از دست به‌دست شدن‌های زیاد، هشتاد سال بعد، ایرانیان در زمان شاه عباس موفق به بازپس‌گیری درازمدت این منطقه شدند.

### افشاریه و قاجاریه
در قرون بعد تحت حکومت افشاریه و سپس این سرزمین در داخل حکومت قاجاریه قرار داشته که در نهایت در سال‌های ۱۱۹۳ و ۱۲۰۷ خورشیدی در پی پیمان گلستان و ترکمانچای میان ایران و روسیه از ایران جدا و به روسیه تزاری ضمیمه شد.

### سلطه تزارها بر آذربایجان

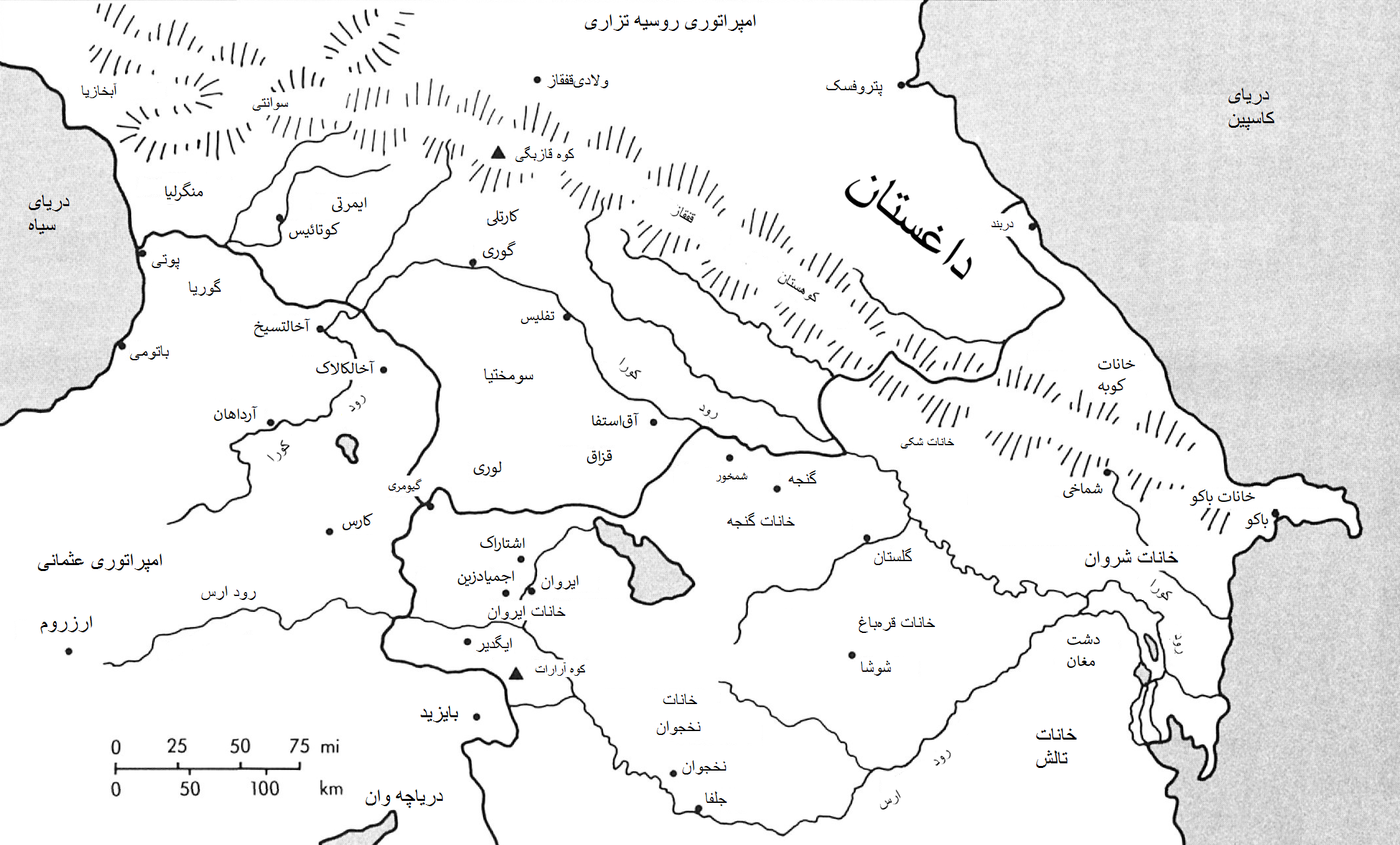
نقشه قفقاز در اوایل قرن نوزدهم میلادی

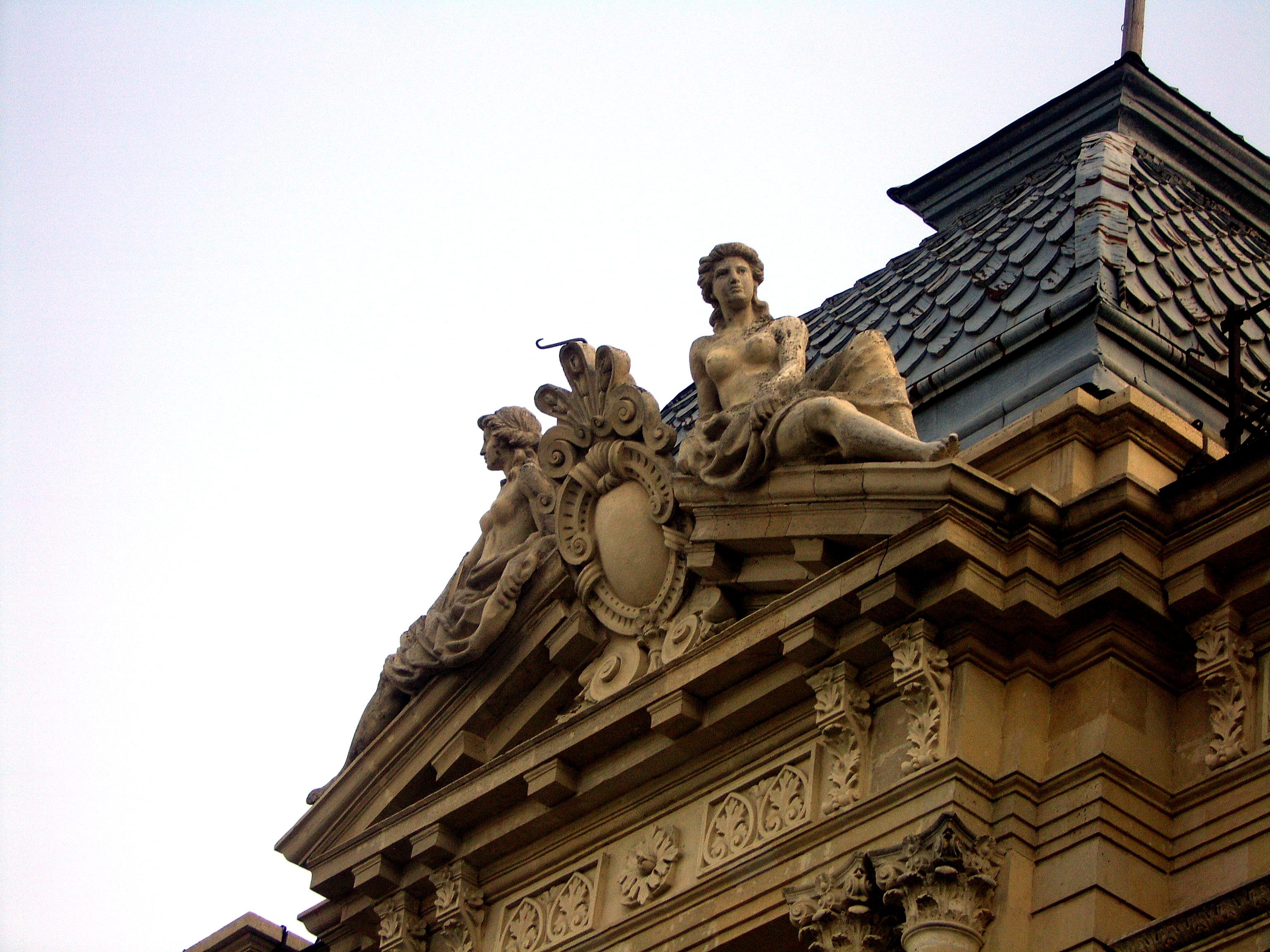
ساختمانی تاریخی در شهر باکو

پس از انعقاد پیمان گلستان و ترکمانچای میان ایران و روسیه تزارها، کنترل منطقه قفقاز را در دست گرفتند اما همچنان نفوذ فرهنگی و معنوی ایران و عثمانی در منطقه بیشتر از نفوذ روسیه بود. در این دوره روس‌ها سرمایه‌گذاری بسیار کمی در این ناحیه می‌کردند. اما با استخراج نفت توجه به آذربایجان بیشتر گردید و اقتصاد محلی رونق گرفت.
در این دوره جمعیت شهر باکو به‌طور فزاینده‌ای افزایش یافت و مهاجران روس یک سوم جمعیت شهر را تشکیل می‌دادند. ارامنه نیز در دوایر رسمی مشغول بکار بودند. اینگونه تضادهای اجتماعی باعث وقوع شورش‌هایی در سال ۱۹۰۵ میلادی شد.
در دائرةالمعارف بزرگ شوروی آمده است که «در اواسط سدهٔ ۱۱م (۵ ه‍.ق) هجوم اقوام ترک (از جمله غُزان و دیگران) که دودمان سلجوقی در رأس آن‌ها قرار داشتند به سرزمین اران و شیروان آغاز گردید». چند خان‌نشین، ملک‌نشین و سلطان‌نشین کوچک پدید آمد که در نیمهٔ دوم سدهٔ ۱۲ق/نیمه دوم سدهٔ ۱۸م شمارهٔ آن‌ها به ۱۵ رسید. عمده‌ترین آن‌ها عبارت بودند از خان‌نشین‌های باکو، گنجه، دربند، قُبه (قوبا = کوبا). قراباغ، نخجوان، طالش، شَکی، شروان، ایروان، کوتکاشِن، قَبَله و شَمشادیل. سلطان‌نشین‌های کوچک بعضی مستقل و بعضی دیگر تابع خان‌ها بودند به عنوان نمونه سلطان‌نشین‌های آرش، ایلی‌سو و کوتکاشن از خان‌شکی، و ملک‌نشین‌ها از خان قراباغ تبعیت می‌کردند. در ۱۴ و ۲۱ مه ۱۸۰۵م در اردوگاه ارتش روسیه واقع در ساحل کورک‌چای موافقتنامه‌ای به امضا رسید که طبق آن، خان‌های قراباغ و شکی تابعیّت دولت روسیه را پذیرفتند. پس از پایان جنگ‌های ایران و روسیه، بخشی از این سرزمین به اشغال روسیه درآمد و در پی انعقاد معاهدهٔ ترکمانچای، بعضی خان‌ها، ازجمله خان‌های اردوباد و نخجوان، الحاق خود را به امپراتوری روسیه اعلام نمودند

### سقوط تزارها و استقلال آذربایجان

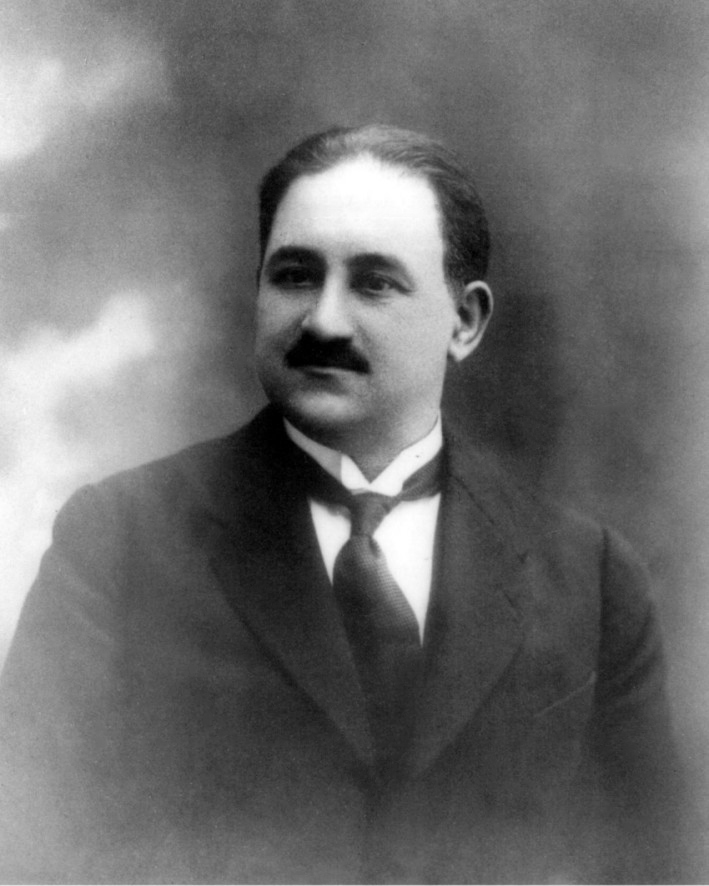
محمدامین رسول‌زاده اولین رئیس‌جمهور و مؤسس جمهوری دمکراتیک آذربایجان در سال ۱۹۱۸

در آغاز قرن بیستم با رشد صنایع، تفکرات اصلاح‌طلبانه در آذربایجان شکل گرفت. در سال ۱۹۰۳ میلادی حزب چپ‌گرای همت با هدف دفاع از زبان و فرهنگ آذربایجانی تشکیل شد.
در سال ۱۹۱۲ با انشعاب در حزب همت، حزب مساوات شکل گرفت. به دنبال سقوط تزارها، حزب بلشویک که متشکل از ارامنه و روس‌ها بود سعی در تشکیل دولتی کمونیستی داشتند که با مخالفت مردم مسلمان و تشکیل ارتش اسلام این حرکت ناکام ماند سرانجام در روز ۱۸ مه سال ۱۹۱۸ جمهوری آذربایجان با عنوان جمهوری دمکراتیک آذربایجان توسط محمدامین رسول‌زاده رهبر حزب مساوات، اعلام استقلال کرد.
کشتار شوشی که به نسل‌کشی هزاران ارمنی انجامید از وقایع مهم این دوره است.
تلاش جمهوری دمکراتیک آذربایجان برای آغاز گفتگوهای اتحاد با ایران با هجوم بلشویک‌ها ناکام ماند و این کشور نوبنیاد تنها دو سال پس از کسب استقلال، تحت سلطه اتحاد جماهیر شوروی درآمد.

### در اتحاد جماهیر شوروی
از سال ۱۹۲۰ با پیروزی بلشویک‌ها، جمهوری آذربایجان به مدت ۷۱ سال تا ۱۹۹۲، با نام جمهوری سوسیالیستی آذربایجان شوروی یکی از جمهوری‌های تشکیل دهندهٔ اتحاد جماهیر شوروی سوسیالیستی بود.
از ۱۹۲۲ تا ۱۹۳۶، این کشور بخشی از جمهوری سوسیالیستی ماورای قفقاز شوروی بود و مانند گرجستان و ارمنستان، دچار گسترش شهرنشینی شد و با پیشرفت‌های گسترده اقتصادی، صنعتی شد. شهرنشینی، آموزش و پرورش و پویایی اجتماعی در جمهوری آذربایجان موجب بروز تضادهای اجتماعی بین کلان‌شهر باکو، و مناطق سنتی عقب مانده روستایی گردید. در این جمهوری آموزش به زبان آذربایجانی بود و مقامات مهم اجرایی آذربایجانی بودند. اما به ویژه در دوره حکومت استالین (۱۹۲۸–۱۹۵۳م) و رهبری باقروف بر حزب کمونیست آذربایجان، این جمهوری شدیداً تحت سیطره مسکو بود. پس از مرگ وی استقلال این جمهوری بیشتر شد و فرصت‌های بیشتری برای رشد نخبگان سیاسی و فکری این کشور فراهم شد. این نخبگان در هنگام بروز نزاع با ارمنیان قره باغ، در فوریه ۱۹۸۸، در بین رهبران جبههٔ خلق آذربایجان (اپوزیسیون)، و هم مخالفان کمونیستشان حضور داشتند. در سال‌های ۱۹۸۸ و ۱۹۹۰، خشونت ضد ارمنیان به ترتیب در سومقائیت، و باکو بروز کرد و نتیجتاً در ۱۹۹۰ حکومت مسکو دست به عملیات نظامی علیه جمهوری آذربایجان زد.

### استقلال مجدد
در پی کودتای نافرجام علیه گورباچف رهبر شوروی سابق در اوت ۱۹۹۱، جمهوری آذربایجان اعلام استقلال کرد و ایاز مطلب‌اف، رهبر حزب کمونیست به عنوان نخستین رئیس‌جمهور انتخاب شد. گروه اپوزیسیون جبههٔ خلق آذربایجان در مهٔ ۱۹۹۲ مطلب‌اف را برانداخت و ابوالفضل ایلچی‌بیگ با شعار جدایی از کشورهای مستقل همسود و حفظ سیطره بر ناگورنو قره‌باغ، در انتخاباتی که این جبهه برگزار کرد پیروز شد. پس از او حیدر علی‌اف از ۱۹۹۳ تا زمان مرگ خود در سال ۲۰۰۳ ریاست جمهوری را بر عهده داشت و پس از او پسرش الهام علی‌اف به ریاست جمهوری رسید که تاکنون بر سر قدرت بوده است.

### جنگ اول قره‌باغ
جنگ اول قره‌باغ (به ترکی آذربایجانی: Qarabağ müharibəsi)(و به ارمنی: Արցախյան ազատամարտ جنگ آزادی‌بخش آرتساخ) جنگی بود که از فوریه ۱۹۸۸ تا مارس ۱۹۹۴ در ناحیه قره‌باغ، واقع در جنوب غربی جمهوری آذربایجان، بین جمهوری آذربایجان و اکثریتارمنی ساکن با پشتیبانی ارمنستان رخ داد. با بالا گرفتن درگیری، هرکدام از طرفین سعی در پاکسازی قومی مناطق تحت تصرف خود از نژاد دیگر کردند.
در نتیجه جنگ قره‌باغ بیش از ۳۵ هزار نفر کشته شدند و بیش از ۸۰۰ هزار نفر در نواحی مورد مناقشه، آواره و مجبور به جلای وطن شدند. برای برقراری صلح دائمی و فراگیر در منطقه کوشش‌های متعددی به عمل آمد و طرح‌های صلح مختلفی ارائه گردیده است ولی هیچ‌یک به نتیجه عینی و مورد انتظار نرسید و وضعیت حاکم بر منطقه همچنان نه جنگ و نه صلح است.
در جریان جنگ اکبر هاشمی رفسنجانی رئیس‌جمهور وقت ایران در اکتبر ۱۹۹۳. م / آبان ۱۳۷۲ به باکو سفر کرد و طی سه روز (۴، ۵ و ۷ آبان) دیدارهای خصوصی و مکرری با حیدر علی‌اف داشت. در این سفر رئیس‌جمهور وقت آذربایجان از ایران درخواست ورود عملی به جنگ را کرد. هاشمی رفسنجانی در خاطرات خود به این موضوع پرداخته و می‌نویسد: «... تقریباً همه‌جا در حرکت‌ها و بازدیدها، رئیس‌جمهور [حیدر علی‌اف] همراه من بود، یکی از حرف‌های مهم و تکراری‌اش این بود که ایران از این فرصت جنگ با ارامنه استفاده کند و حضور خودش را در آذربایجان بالا ببرد و گاهی تعبیر می‌کرد که این‌جا از آنِ ایران بوده و حالا هم بیایید دفاع کنید و اداره کنید. در نخجوان هم که بود، شبیه این حرف‌ها را می‌زد و تحلیل می‌کرد که اگر شما آذربایجان را تحت قدرت خود بگیرید، حاکمیت روسیه در کل قفقاز متزلزل می‌شود …». هاشمی در خاطرات ۸ آبان [۱۳۷۲] می‌نویسد: «بعد از نماز مغرب، شورای عالی امنیت ملی جلسه داشت. دربارهٔ درخواست کمک نظامی از سوی جمهوری آذربایجان مذاکره شد. در مورد کمک‌های آموزشی، تسلیحاتی و سیاسی موافقت شد اما درمورد همکاری عملی در دفاع مخالفت شد».
حیدر علی اف در ژوئن ۱۹۹۴. م / تیر ۱۳۷۳ هم در این رابطه به ایران سفر کرد که هاشمی دربارهٔ درخواست‌های وی نیز مطالبی نوشته است.
بحران قره‌باغ موجب قطع روابط دیپلماتیک جمهوری آذربایجان و ترکیه با ارمنستان، انسداد مرزها و شرایط جدید و شکننده‌ای را در فضای منطقه قفقاز جنوبی حاکم نمود. حضور و نقش آفرینی بازیگرانی نظیر ایران، ترکیه، روسیه، آمریکا، فرانسه، سازمان امنیت و همکاری اروپا و شورای امنیت سازمان ملل متحد در روند تحولات قره‌باغ موجب شد این بحران ابعاد منطقه‌ای و بین‌المللی به خود گیرد.

پس از اعلام آتش‌بس در ۲۴ دسامبر ۱۹۹۴ میلادی شورای عالی قره‌باغ روبرت کوچاریان را به عنوان نخستین رئیس‌جمهور قره‌باغ انتخاب نمود و در ۳۰ آوریل ۱۹۹۵ میلادی دومین دوره انتخابات پارلمانی قره‌باغ برگزار شد. نخستین دوره انتخابات در ۲۸ دسامبر سال ۱۹۹۱ میلادی صورت گرفت.

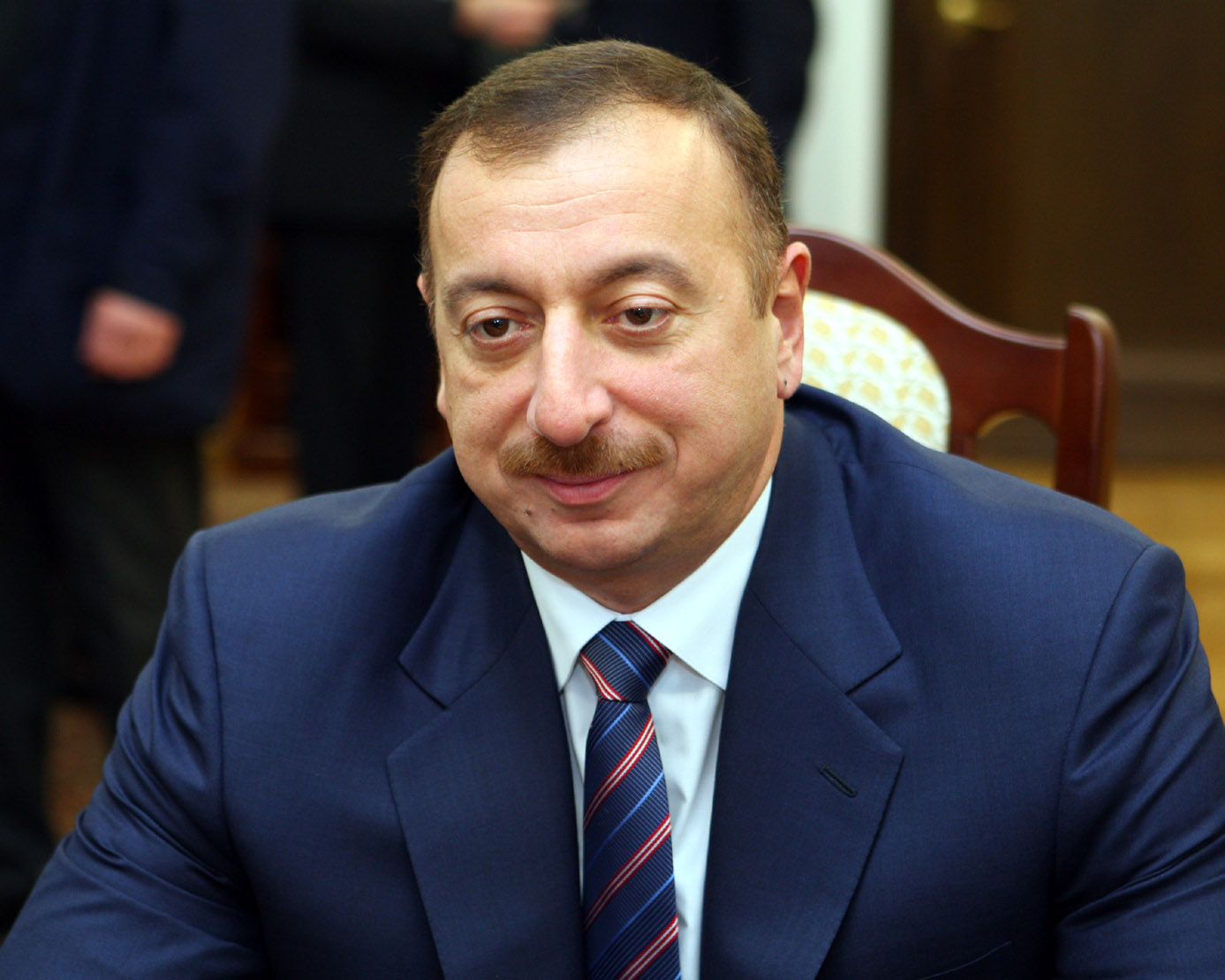
الهام علی‌اف رئیس‌جمهور کنونی جمهوری آذربایجان

### جنگ دوم قره‌باغ
مقاله اصلی: جنگ دوم قره‌باغ
جنگ دوم قره‌باغ در ۲۷ سپتامبر ۲۰۲۰ بین جمهوری آذربایجان و جمهوری ارمنستان آغاز شد. با وجود در خواستهای کشورهای مختلف برای کاهش تنشها و بعد از چندین آتش‌بسی نا موفق بالاخره بعد از ۴۴ روز جنگ متمادی جمهوری آذربایجان و جمهوری ارمنستان با وساطت فدراسیون روسیه موفق به عقد توافقنامه آتش‌بس ناگورنو قره‌باغ در ۹ نوامبر ۲۰۲۰ شدند. بر اساس این توافق آذربایجان بخش بزرگی از مناطق اشغال شده در طی جنگ اول قره‌باغ را بازپس گرفت.

## ساختار سیاسی

از سه دایره درون هم به رنگ‌های (به ترتیب از داخل به خارج) سبز، قرمز و آبی تشکیل شده درون این سه دایره یک ستاره هشت پر با پس زمینهٔ سفید وجود دارد و درون آن واژه الله به صورت شعله برافروخته ترسیم شده است و در قسمت آبی رنگ هم هشت نقطه زرد رنگ وجود دارد به علاوه یک خوشه گندم و یک شاخه از درخت بلوط به صورت نیم دایره دور این دایره را پوشانده است.

دولت آذربایجان یک جمهوری دمکراتیک، قانون محور، لائیک و یکپارچه است.
حاکمیت دولتی در جمهوری آذربایجان بر پایه اصل تفکیک قوا اعمال می‌گردد. سیستم سیاسی جمهوری آذربایجان از منظر شکل اعمال حاکمیت دولتی، یک جمهوری بر پایه سیستم ریاست جمهوری است.
نظام سیاسی آذربایجان از سوی برخی عالمان سیاسی به خاطر نفوذ دیرپای خانواده سیاسی علی‌اف و حزب آذربایجان نوین (Yeni Azərbaycan Partiyası, YAP) تأسیس شده توسط حیدر علی‌اف. سومین رئیس‌جمهور این کشور، اقتدارگرایانه توصیف شده است. علی‌اف (که بین ۱۹۹۳ و ۲۰۰۳ رئیس‌جمهور بود؛ او پیشتر دبیرکل حزب کمونیست آذربایجان بین ۱۹۶۹ و ۱۹۸۲, و معاون اول نخست‌وزیر اتحاد جماهیر شوروی بین ۱۹۸۲ و ۱۹۸۷ بود) در سال ۲۰۰۳ با الهام علی‌اف، رئیس‌جمهور چهارم و کنونی جایگزین شد. گرچه آذربایجان انتخابات‌های متعددی از زمان استقلال خود برگزار کرده و بسیاری از نهادهای رسمی یک دموکراسی را دارد، از سوی خانهٔ آزادی در دستهٔ غیرآزاد مانده است، و این نهاد در شاخص جهانی آزادی در سال ۲۰۲۲ به آن امتیاز ۹ از ۱۰۰ داده و آن را یک «رژیم مستحکم اقتدارگرا» خواند. در سال‌های اخیر شمار زیادی از روزنامه نگاران، وکلا و و کنشگران حقوق بشر آذربایجانی بابت انتقاد از رئیس‌جمهور علی‌اف و مقامات حکومت دستگیر و زندانی شده‌اند. قطعنامه‌ای در پارلمان اروپا در سپتامبر ۲۰۱۵ آذربایجان را دچار «بزرگ‌ترین افول در حکمرانی دمکراتیک در کل اوراسیا در ده سال اخیر» دانسته و ذکر کرده گفتگوی آن با این کشور در زمینه حقوق بشر «هیچ پیشرفت بزرگی» نداشته است. در سال ۲۰۱۶، رئیس‌جمهور آذربایجان فرمانی را برای عفو یک دوجین از افرادی را صادر کرد که از سوی برخی سازمان‌های غیردولتی ۱۷ زندانی سیاسی شناخته می‌شدند. این فرمان مورد استقبال وزارت امور خارجه آمریکا قرار گرفت و قدمی مثبت دانسته شد. در مارس ۲۰۱۷، فرمان عفو دیگری صادر شد که منجر به آزادی افرادی شد که ۱۶ زندانی سیاسی تلقی می‌شدند.

### رئیس دولت
رئیس جمهوری هر ۵ سال یک بار به روش مراجعه به آرای مخفی عمومی انتخاب می‌شود. الهام حیدر اوغلو علی‌یف در تاریخ ۹ اکتبر ۲۰۱۳ به ریاست‌جمهوری آذربایجان برگزیده شده است.

### قوه مقننه جمهوری آذربایجان
مجلس ملی جمهوری آذربایجان از ۱۲۵ نماینده تشکیل شده است. انتخابات چهارمین دورهٔ این مجلس در ۷ نوامبر ۲۰۱۰ برگزار شد. ۱۰۵ نفر برابر با ۸۴٪ از نمایندگان را آقایان و ۲۰ نفر برابر با ۱۶٪ از نمایندگان را زنان تشکیل می‌دهند.

### قوه قضاییه
جمهوری آذربایجان شامل دادگاه قانون اساسی، دیوان عالی کشور، دادگاه استیناف و دادگاه اقتصاد می‌باشد.
سیستم سیاسی جمهوری آذربایجان بر پایهٔ اصول چند حزبی و تکثرگرایی استوار است. در حال حاضر در جمهوری آذربایجان ۵۵ حزب سیاسی دارای مجوز بوده و مشغول فعالیت هستند. احزاب سیاسی از طریق عضویت در نهاد مقننه و نهادهای مدیریت محلی، در اعمال حاکمیت دولتی مشارکت می‌کنند. به جز احزاب سیاسی، بالغ بر ۴۰۰۰ تشکل مردم‌نهاد نیز در کشور فعالیت دارند.

## اقتصاد

نواحی اقتصادی جمهوری آذربایجان

جمهوری آذربایجان در مقایسه با جمهوری‌های تازه استقلال یافته اطراف خود در اثر بهره‌برداری از منابع نفتی که در سال ۲۰۰۸ برابر ۷ میلیارد بشکه بوده است (که حدود یک درصد از ذخایر اثبات شده جهان) که در حال حاضر در منطقه یک صادرکننده محصولات گازی محسوب می‌شود. و سرمایه‌گذاری پس از استقلال توسعه بیشتری پیدا کرده است. با وجود این بعد از استقلال این کشور، تورم فزاینده ناشی از آثار جنگ قره‌باغ همراه با سیاست‌های آزادسازی قیمت‌ها و خصوصی‌سازی اقتصاد موجب شد که مردم جمهوری آذربایجان تحت فشارهای شدید اقتصادی قرار گیرند و قدرت خرید آن‌ها به‌سرعت کاهش یابد ولی از سال ۱۹۹۶ میلادی، افزایش درآمدهای حاصل از قراردادهای نفتی بین‌المللی، روند رو به رشد سرمایه‌گذاری خارجی، اعتبارات صندوق بین‌المللی پول و بانک جهانی و مساعدت کشورهای اروپایی موجب شد تا اقتصاد نابسامان این کشور کمی رو به بهبود گذارد. در سال ۲۰۰۷ از تعداد کل شاغلان در بخش اقتصادی ۷۰ درصد در بخش خصوصی مشغول به کار بودن و تعداد بیکاران ۲۸۱ هزار نفر بوده است.
تولید ناخالص داخلی آن در سال ۲۰۱۹ معادل ۴۵ میلیارد دلار بوده است که تولید ناخالص سرانه اهالی کشور را معادل ۴۵۰۰ دلار می‌کند.
جمهوری آذربایجان برای ثبات بخشیدن به اوضاع اقتصادی با کمک صندوق بین‌المللی پول دو برنامهٔ اقتصادی را به اجرا درآورده و توانسته است میزان تورم را کاهش دهد. میزان تورم در این کشور از ۴۱۱ درصد در سال ۱۹۹۵ میلادی به ۲۰ درصد در سال ۱۹۹۶ میلادی و ۷/۳ درصد در سال ۱۹۹۷ و صفر درصد در سال ۱۹۹۸ میلادی و (۵-) درصد در نیمه نخست سال ۲۰۰۰ میلادی کاهش یافته است.
در سال ۲۰۰۸ میلادی جمهوری آذربایجان بنا به گزارش بانک جهانی برترین کشور از نظر اجرای برنامه‌های اصلاحات اقتصادی بین ۱۰ کشور محاسبه شده (ده کشوری که جزئیات اطلاعات اقتصادی خود را در اختیار بانک جهانی قرار دادند) بوده است و در رتبه نخست قرار گرفت.
واحد پول ملی این کشور منات آذربایجان است که هر منات معادل ۰٫۵۸۸ دلار آمریکا و هر دلار آمریکا معادل ۱٫۶۹۸ منات است. (آوریل ۲۰۲۲)

## کشاورزی و دامپروری
طبق گزارش فائو، در سال ۲۰۱۸ مهم‌ترین محصولات کشاورزی آذربایجان به این صورت بوده است:
گندم (۱٬۹۹۱٬۰۰۰ تن) - هندوانه (۳۰۷٬۰۰۰ تن) - گردو (۱۱٬۷۴۰ تن) - گوجه فرنگی (۶۰۹٬۰۰۰ تن) - چغندر قند (۲۷۷٬۰۰۰ تن) - به (۳۲٬۰۰۰ تن) - سیب زمینی (۸۹۸٬۰۰۰ تن) - گلابی (۵۲٬۰۰۰ تن) - پیاز (۲۳۵٬۰۰۰ تن) - ذرت (۲۴۸٬۰۰۰ تن) - فندق (۵۲٬۰۰۰ تن) - انگور (۱۶۷٬۰۰۰ تن) - سیر (۴۴٬۹۰۰ تن) - انجیر (۱۱٬۲۰۰ تن) - بادمجان (۷۹٬۰۰۰ تن) - خیار (۲۲۳٬۰۰۰ تن) - آلبالو (۳۸٬۸۰۰ تن) - جو (۹۱۶٬۰۰۰ تن) - سیب (۲۷۷٬۰۰۰ تن) - کلم (۱۰۸٬۰۰۰ تن)
همچنین تعداد دام زنده در این کشور به این ترتیب می‌باشد:
گاو (۲٬۴۸۲٬۰۰۰ رأس) - گاومیش (۱۷۶٬۰۰۰ رأس) - بز (۶۲۲٬۰۰۰ رأس) - اسب (۶۵٬۰۰۰ رأس) - گوسفند (۷٬۶۸۱٬۰۰۰ رأس)

## جهانگردی
جمهوری آذربایجان در سال‌های اخیر تلاش‌های قابل توجه‌ای برای افزایش گردشگری خود داشته است. همچنین سال ۲۰۱۱درکشور آذربایجان سال گردشگری آذربایجان نمایده شد. کشور آذربایجان در سال ۲۰۱۰ میزبان بیش از دو و نیم میلیون گردشگر بوده است، در سال‌های اخیر سهم گردشگری آذربایجان را بیشتر کشورهای اوکراین، قزاقستان، ایران، گرجستان، اردن، بحرین، آلمان، استرالیا، بلغارستان و فنلاند داشته‌اند در سال ۲۰۱۲ جمهوری آذربایجان بیشترین گردشگر را در منطقه قفقاز پذیرا بوده است. در همین سال علی‌رغم اینکه ایران دو برابر جمهوری آذربایجان گردشگر پذیرفته اما درآمد گردشگری جمهوری آذربایجان در این سال بیش از دو برابر درآمد ایران بوده است.
میراث فرهنگی و معماری ملی و اسلامی از مهم‌ترین عامل‌های ثبات در جمهوری آذربایجان محسوب می‌شود. این کشور به‌عنوان دومین کشور شیعه در جهان، با میراث‌های معماری، آداب و رسوم، تنوع‌های فرهنگی، انواع پوشاک، صنایع دستی، غذاهای سنتی و چشم‌اندازهای جغرافیایی و طبیعی از نظر جهانگردی قابل‌توجه بوده و همه‌ساله هزاران گردشگر خارجی را به سمت جمهوری آذربایجان جذب کرده که از نظر اقتصادی نیز تأثیر به‌سزایی در رشد اقتصادی این کشور داشته است.

## نیروهای مسلح
تاریخ نیروهای مسلح آذربایجان به زمان جمهوری دموکراتیک آذربایجان در سال ۱۹۱۸ که ارتش ملی تازه شکل گرفته بود بازمی‌گردد. وقتی جمهوری آذربایجان استقلال خود را پس از فروپاشی شوروی سوسیالیستی به‌دست‌آورد بر پایه قانون در سال ۱۹۹۱ ارتش جمهوری آذربایجان تأسیس گردید. تا سال ۲۰۰۲ ارتش آذربایجان دارای ۹۵۰۰۰ پرسنل نظامی فعال و همچنین دارای ۱۷۰۰۰ نیروی شبه‌نظامی است. نیروهای مسلح این کشور، دارای سه شاخه نیروی دریایی آذربایجان، نیروی هوایی و نیروی زمینی است. افزون بر این شاخه‌های اصلی، نیروهای نظامی آذربایجان دارای زیرشاخه‌هایی است که در موقع لزوم می‌توانند در دفاع از کشور کمک کنند. این نیروها شامل گارد ساحلی، مرزبانان و نیروهای انتظامی داخلی است. گارد ملی آذربایجان یک نیروی بیشتر شبه‌نظامی است که یک نهاد نیمه‌مستقل ویژه از سرویس حفاظت دولتی است که زیر نظر رئیس‌جمهور اداره می‌شود.
آذربایجان پیمان نیروهای مسلح متعارف در اروپا (سی اف ای) را امضا کرده است. این کشور همکاری نزدیکی با ناتو در پروژهای حفاظت از صلح دارد. آذربایجان ۱۵۱ نیروی حافظ صلح در عراق و ۱۸۴ نیرو در افغانستان دارد.
بودجه نظامی آذربایجان برای سال ۲۰۱۱ معادل ۴٫۴۶ میلیارد دلار بوده است. آذربایجان دارای صنایع دفاعی تولید اسلحه سبک، سیستم‌های کوچک توپخانه و برخی وسایل نقلیه نظامی است. ارتش آذربایجان همکاری‌های تمرینی با گارد ملی اوکلاهاما داشته است.

## سیاست

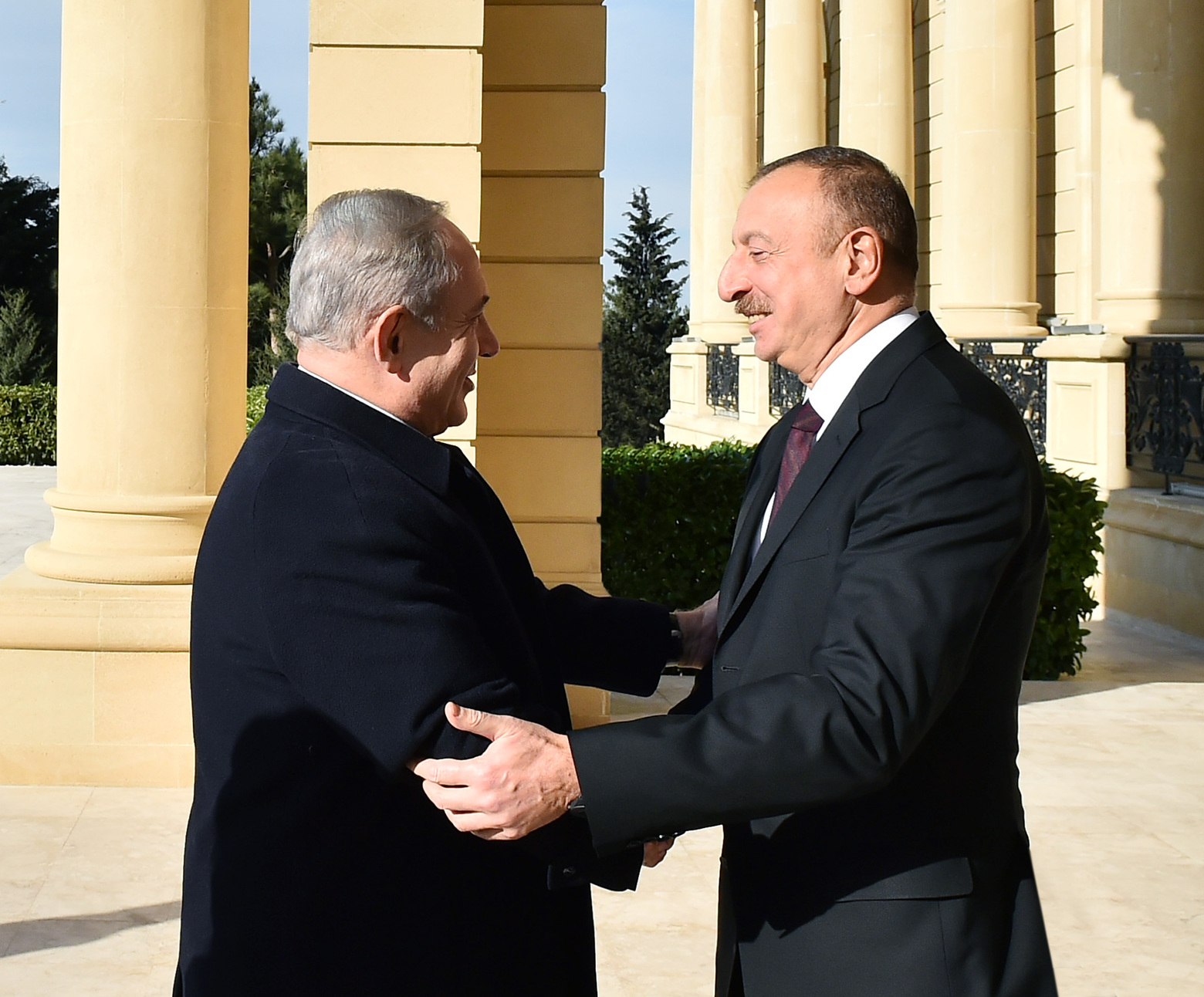
الهام علی‌اف رئیس‌جمهور جمهوری آذربایجان و نتانیاهو نخست‌وزیر اسرائیل

به‌دنبال استقلال، فعالیت‌های سیاسی در جمهوری آذربایجان به‌شدت افزایش یافت. یکی از بزرگ‌ترین سازمان‌های سیاسی اپوزیسیون جبههٔ خلق آذربایجان حول ملی‌گرایی ملی و دفاع در مقابل حملات ارمنستان تشکیل شد. این سازمان در مراحل بعدی حاوی فراکسیونهایی با اندیشه‌های پان ترکیسم نیز بوده است. در اولین دوره انتخابات ریاست‌جمهوری ابوالفضل ایلچی‌بیگ با اندیشه‌های قوم گرایانه این مقام رسید، بعد از انتخاب ایلچی‌بیگ وی به همراه وزیر کشور خود اسکندر حمیداف در چندین نوبت خواستار تشکیل ترکیه بزرگ که شامل تمام نواحی شمالی ایران می‌شد شدند. پس از شکست‌های پیاپی در جنگ با ارمنستان، و شکست تقریباً تمامی سیاست‌های وی، و چندین قیام خونین در چند شهر از جمله گنجه، حیدر علی‌اف رئیس وقت پارلمان طی یک کودتای بدون خون‌ریزی قدرت را به دست آورد و ایلچی‌بیگ به تبعید فرستاده شد.
در زمان ریاست‌جمهوری وی و پسرش روابط با ایران به‌تدریج گرمتر شد، تا جایی که رؤسای جمهور هر دو کشور در چندین نوبت به کشور یکدیگر سفر کرده‌اند، و جمهوری آذربایجان کنسولگری‌ای نیز در شهر تبریز افتتاح کرد و علی‌اف پسر به آن شهر سفر کرده و با تجار آن دیدار کرد. موافقتنامه‌های زیادی نیز در زمینه‌های تجاری، ورزشی، فرهنگی و مرزی بین دو کشور بسته شده است. در سال‌های اخیر جریانات ضدایرانی تحت حاکمیت الهام علی‌اف دوباره شدت گرفته است. همچنین این کشور در فهرست ناقضان آزادی مطبوعات است.

### مسایل مورد مناقشه
در پی گسسته شدن اتحاد جماهیر شوروی و آغاز درگیری‌های قومی، تعداد کثیری از ساکنان ارمنی منطقه قره‌باغ با مداخله ارتش جمهوری ارمنستان موفق به کنترل این ناحیه و شش ناحیه غیر ارمنی‌نشین شدند. جمهوری قره‌باغ که کنترل بیست درصد از اراضی جمهوری آذربایجان را دارد تا کنون توسط هیچ کشوری به رسمیت شناخته نشده است و از هر لحاظ تحت نفوذ و حاکمیت ارمنستان می‌باشد. در اثر این جنگ‌ها حدود یک میلیون اهالی آذری، ارمنی و کُرد جنگ‌زده این منطقه بی خانمان گشته و تعداد کثیری هنوز در پناهگاه‌های موقتی و نیمه موقتی به‌سر می‌برند.

### حقوق بشر
جمهوری آذربایجان یکی از ضعیف‌ترین کشورها در رعایت حقوق بشر است. در چند سال گذشته فشار بر منتقدان دولت به روش‌های گوناگون در حال افزایش بوده است. گفته می‌شود یکی از دلایل عدم تمایل اعضای شورای اروپا به مجازات یا مذاکره در این مورد با جمهوری آذربایجان، به خاطر منابع نفت خام و گاز طبیعی این کشور است.

## جمعیت‌شناسی
از جمعیت ۸٬۲۳۸٬۶۷۲ نفری جمهوری آذربایجان، ۵۱ درصد شهرنشین و ۴۹ درصد در روستاها زندگی می‌کنند. نرخ رشد جمعیت در این کشور ۰٫۷۶۲ درصد است.

### قومیت‌ها
براساس سرشماری سال ۱۹۹۹، ۹۰٫۶ درصد از جمعیت جمهوری آذربایجان را آذربایجانی، ۲٫۲ درصد را لزگی (داغستانی)، ۱٫۸ درصد را روس و ۱٫۵ درصد را ارمنی تشکیل می‌دهند؛ البته تقریباً تمامی ارمنی‌ها در منطقهٔ خودمختار قره‌باغ کوهستانی زندگی می‌کنند. براساس سرشماری سال ۱۹۸۹ شوروی، حدود ۲۶۲٬۰۰۰ نفر غیر آذربایجانی از ۹ قومیت مختلف در این کشور زندگی می‌کرده‌اند که از این میان، ۱۷۱٬۰۰۰ نفر لزگی و ۲۱٬۰۰۰ نفر تالشی بوده‌اند؛ اما تالشی‌ها جمعیت خود را حدود ۲۰۰٬۰۰۰ تا ۳۰۰٬۰۰۰ نفر برآورد می‌کنند.
آمارهای رسمی این کشور در مورد اقلیت‌های قومی مورد چالش پژوهشگران قرار گرفته است و در محافل خصوصی نیز خود آذربایجانی‌ها قبول دارند که تعداد لزگی‌ها، تالش‌ها و کردها بسیار بیشتر است. هم‌اکنون دولت جمهوری آذربایجان سیاست سخت آسیمیله کردن اقلیتهای قومی را پیگیری می‌کند و باعث گردیده است که بسیاری از لزگی‌ها، تالش‌ها و کردها در این صدسال اخیر در قوم آذربایجانی ادغام شوند. این در حالیست که بر اساس قانون اساسی جمهوری آذربایجان تمام اقوام ساکن این کشور از حق آموزش به زبان مادری و حفظ فرهنگ بومی برخوردارند. اما این اصل قانون اساسی کشور به درستی توسط دولت به اجرا در نیامده و شورای اروپا نیز در گزارش سال ۲۰۰۹ خود تلاش دولت این کشور را برای حفظ تنوع فرهنگی و فرهنگ‌های قومی کم دانسته است.
جدول جمعیت گروه‌های قومی آذربایجان (۱۹۲۶–۲۰۰۹)
| گروه قومی | آمار دولتی ۱۹۲۶۱ | آمار دولتی ۱۹۲۶۱ | آمار دولتی ۱۹۳۹۲ | آمار دولتی ۱۹۳۹۲ | آمار دولتی ۱۹۵۹۳ | آمار دولتی ۱۹۵۹۳ | آمار دولتی ۱۹۷۰۴ | آمار دولتی ۱۹۷۰۴ | آمار دولتی ۱۹۷۹۵ | آمار دولتی ۱۹۷۹۵ | آمار دولتی ۱۹۸۹۶ | آمار دولتی ۱۹۸۹۶ | آمار دولتی ۱۹۹۹۶ | آمار دولتی ۱۹۹۹۶ | آمار ۲۰۰۹ | آمار ۲۰۰۹ |
| گروه قومی | تعداد            | %                | تعداد            | %                | تعداد            | %                | تعداد            | %                | تعداد            | %                | تعداد            | %                | تعداد            | %                | تعداد     | %         |
| --- | ---------------- | ---------------- | ---------------- | ---------------- | ---------------- | ---------------- | ---------------- | ---------------- | ---------------- | ---------------- | ---------------- | ---------------- | ---------------- | ---------------- | --------- | --------- |
| آذربایجانی‌ها | ۱٬۴۳۷٬۹۷۷        | ۶۲٫۱             | ۱٬۸۷۰٬۴۷۱        | ۵۸٫۴             | ۲٬۴۹۴٬۳۸۱        | ۶۷٫۵             | ۳٬۷۷۶٬۷۷۸        | ۷۳٫۸             | ۴٬۷۰۸٬۸۳۲        | ۷۸٫۱             | ۵٬۸۰۴٬۹۸۰        | ۸۲٫۷             | ۷٬۲۰۵٬۴۶۴        | ۹۰٫۶             | ۸٬۱۷۲٬۸۰۰ | ۹۱٫۶      |
| لزگی‌ها | ۳۷٬۲۶۳           | ۱٫۶              | ۱۱۱٬۶۶۶          | ۳٫۵              | ۹۸٬۲۱۱           | ۲٫۷              | ۱۳۷٬۲۵۰          | ۲٫۷              | ۱۵۸٬۰۵۷          | ۲٫۶              | ۱۷۱٬۳۹۵          | ۲٫۴              | ۱۷۸٬۰۲۱          | ۲٫۲              | ۱۸۰٬۳۰۰   | ۲٫۰۲      |
| ارمنی‌ها | ۲۸۲٬۰۰۴          | ۱۲٫۲             | ۳۸۸٬۰۲۵          | ۱۲٫۱             | ۴۴۲٬۰۸۹          | ۱۲٫۰             | ۴۸۳٬۵۲۰          | ۹٫۴              | ۴۷۵٬۴۸۶          | ۷٫۹              | ۳۹۰٬۵۰۵          | ۵٫۶              | ۱۲۰٬۷۴۵۸         | ۱٫۵              | ۱۲۰٬۳۰۰۸  | ۱٫۳۵      |
| روس‌ها | ۲۲۰٬۵۴۵          | ۹٫۵              | ۵۲۸٬۳۱۸          | ۱۶٫۵             | ۵۰۱٬۲۸۲          | ۱۳٫۶             | ۵۱۰٬۰۵۹          | ۱۰٫۰             | ۴۷۵٬۲۵۵          | ۷٫۹              | ۳۹۲٬۳۰۴          | ۵٫۶              | ۱۴۱٬۶۸۷          | ۱٫۸              | ۱۱۹٬۳۰۰   | ۱٫۳۵      |
| تالش‌ها | ۷۷٬۳۲۳           | ۳٫۳              | ۸۷٬۵۱۰           | ۲٫۷              | ۸۵               | ۰٫۰              |                  |                  |                  |                  | ۲۱               | ۱۱۲٬۰۰۰          | ۱٫۲۶             |                  |           |           |
| آوارها | ۱۹٬۱۰۴           | ۰٫۸              | ۱۵٬۷۴۰           | ۰٫۵              | ۱۷٬۲۵۴           | ۰٫۵              | ۳۰٬۷۳۵           | ۰٫۶              | ۳۵٬۹۹۱           | ۰٫۶              | ۴۴٬۰۷۲           | ۰٫۶              | ۵۰٬۸۷۱           | ۰٫۶              | ۴۹٬۸۰۰    | ۰٫۵۶      |
| ترک‌ها | ۹۵               | ۰٫۰              | ۶۰۰              | ۰٫۰              | ۲۰۲              | ۰٫۰              | ۸٬۴۹۱            | ۰٫۲              | ۷٬۹۲۶            | ۰٫۱              | ۱۷٬۷۰۵           | ۰٫۳              | ۴۳٬۴۵۴           | ۰٫۵              | ۳۸٬۰۰۰    | ۰٬۴۳      |
| تاتارها | ۹٬۹۴۸            | ۰٫۴              | ۲۷٬۵۹۱           | ۰٫۹              | ۲۹٬۳۷۰           | ۰٫۸              | ۳۱٬۳۵۳           | ۰٫۶              | ۳۱٬۲۰۴           | ۰٫۵              | ۲۸٬۰۱۹           | ۰٫۴              | ۳۰٬۰۱۱           | ۰٫۴              | ۲۵٬۹۰۰    | ۰٬۲۹      |
| تات‌های قفقاز | ۲۸٬۴۴۳           | ۱٫۲              | ۲٬۲۸۹            | ۰٫۱              | ۵٬۸۸۷            | ۰٫۲              | ۷٬۷۶۹            | ۰٫۲              | ۸٬۸۴۸            | ۰٫۱              | ۱۰٬۲۳۹           | ۰٫۱              | ۱۰٬۹۲۲           | ۰٫۱              | ۲۵٬۲۰۰    | ۰٫۲۸      |
| اوکراینی‌ها | ۱۸٬۲۴۱           | ۰٫۸              | ۲۳٬۶۴۳           | ۰٫۷              | ۲۵٬۷۷۸           | ۰٫۷              | ۲۹٬۱۶۰           | ۰٫۶              | ۲۶٬۴۰۲           | ۰٫۴              | ۳۲٬۳۴۵           | ۰٫۵              | ۲۸٬۹۸۴           | ۰٫۴              | ۲۱٬۵۰۰    | ۰٬۲۴      |
| ساخوری‌ها | ۱۵٬۵۵۲           | ۰٫۷              | ۶٬۴۶۴            | ۰٫۲              | ۲٬۸۷۶            | ۰٫۱              | ۶٬۲۰۸            | ۰٫۱              | ۸٬۵۴۶            | ۰٫۱              | ۱۳٬۳۱۸           | ۰٫۲              | ۱۵٬۸۷۷           | ۰٫۲              | ۱۲٬۳۰۰    | ۰٫۱۴      |
| اودیان | ۲٬۴۴۵            | ۰٫۱              | ۶٬۴۶۴            | ۰٫۲              | ۳٬۲۰۲            | ۰٫۱              | ۵٬۴۹۲            | ۰٫۱              | ۵٬۸۴۱            | ۰٫۱              | ۶٬۱۲۵            | ۰٫۱              | ۴٬۱۵۲            | ۰٫۱              | ۳٬۸۰۰     | ۰٫۰۴      |
| گرجی‌ها | ۹٬۵۰۰            | ۰٫۴              | ۱۰٬۱۹۶           | ۰٫۳              | ۹٬۵۲۶            | ۰٫۳              | ۱۳٬۵۹۵           | ۰٫۳              | ۱۱٬۴۱۲           | ۰٫۲              | ۱۴٬۱۹۷           | ۰٫۲              | ۱۴٬۸۷۷           | ۰٫۲              | ۹٬۹۰۰     | ۰٫۱۱      |
| یهودیان | ۲۰٬۵۷۸           | ۰٫۹              | ۴۱٬۲۴۵           | ۱٫۳              | ۴۰٬۱۹۸           | ۱٫۱              | ۴۸٬۶۵۲           | ۱٫۰              | ۳۵٬۴۸۷           | ۰٫۶              | ۳۰٬۷۹۲           | ۰٫۴              | ۸٬۹۱۶            | ۰٫۱              | ۹٬۱۰۰     | ۰٫۱       |
| ۸٬۹۲۲٬۴۰۰ |                  |                  |                  |                  |                  |                  |                  |                  |                  |                  |                  |                  |                  |                  |           |           |
| ۱ Source:. ۲ Source:. ۳ Source:. ۴ Source:. ۵ Source:. ۶ Source:. ۷ تمامی کردها در جغرافیای جمهوری کردستان سرخ سابق، میان جغرافیای ارمنستان و قره باغ زندگی می‌کنند. در اواخر دهه ۱۹۳۰ مقامات شوروی بیشتر جمعیت کردنشین آذربایجان را به قزاقستان تبعید کردند۸تمامی ارمنی‌ها از دهه ۱۹۹۰ در جغرافیای قره‌باغ سکونت دارند. |                  |                  |                  |                  |                  |                  |                  |                  |                  |                  |                  |                  |                  |                  |           |           |

| گروه‌های قومی در جمهوری آذربایجان (داده‌های سازمان سیا) | گروه‌های قومی در جمهوری آذربایجان (داده‌های سازمان سیا) | گروه‌های قومی در جمهوری آذربایجان (داده‌های سازمان سیا) | گروه‌های قومی در جمهوری آذربایجان (داده‌های سازمان سیا) | گروه‌های قومی در جمهوری آذربایجان (داده‌های سازمان سیا) |
| ----------------------------------------------------- | ----------------------------------------------------- | ----------------------------------------------------- | ----------------------------------------------------- | ----------------------------------------------------- |
|                                                       |                                                       |                                                       | درصد                                                  |                                                       |
| آذربایجانی‌ها                                          | آذربایجانی‌ها                                          |                                                       | ۹۰٫۶٪                                                 | ۹۰٫۶٪                                                 |
| اقوام داغستانی                                        | اقوام داغستانی                                        |                                                       | ۲٫۲٪                                                  | ۲٫۲٪                                                  |
| روس‌ها                                                 | روس‌ها                                                 |                                                       | ۱٫۸٪                                                  | ۱٫۸٪                                                  |
| ارمنی‌ها                                               | ارمنی‌ها                                               |                                                       | ۱٫۵٪                                                  | ۱٫۵٪                                                  |
| سایر اقوام                                            | سایر اقوام                                            |                                                       | ۳٫۵٪                                                  | ۳٫۵٪                                                  |

### آذربایجانی‌ها
قوم آذربایجانی که اکثریت مردم این کشور را تشکیل می‌دهند مردمی عمدتاً شیعه‌مذهب، ترک‌زبان و با فرهنگ ایرانی هستند. به نوشته دائرةالمعارف بزرگ اسلامی «در این قوم، عنصر غالبِ ترک که پیامد مهاجرت اقوام ترک - به‌ویژه سلجوقیانِ اُغوز در سدهٔ ۱۱ م/۵ ق - به این سرزمین است، با ساکنان کهن این سرزمین، یعنی ایرانیان و دیگر مردمانی که از روزگار باستان در ماوراء قفقاز می‌زیسته‌اند، ترکیب شده است». مطالعات ژنتیکی جدید نشان داده که آن‌ها هم از نظر میتوکندری دی‌ان‌ای، که نسب مادری را نشان می‌دهد و هم از نظر کروموزوم Y، که نسب پدری را می‌نمایاند، به همسایگان جغرافیایی خود یعنی اقوام قفقازی (گویشوران به زبان‌های قفقازی) شبیه ترند تا به خویشان زبانی خود یعنی اقوام ترک‌تبار در نقاط دیگر دنیا. خصوصیات ژنتیکی قفقازی‌ها نیز در مجموع چیزی بین اروپائی‌ها و ساکنان خاورمیانه است که نسب مادری شباهت بیشتری را به اروپائی‌ها و نسب پدری شباهت بیشتری را به خاورمیانه‌ای‌ها نشان می‌دهد. این نتایج ایده جابجایی زبانی آذربایجانی‌ها را تقویت می‌کند و نشان می‌دهد که گروه‌های مهاجر آن قدر کوچک بوده‌اند که سهم ژنتیکی آن‌ها در جمعیت فعلی قابل مشاهده نیست.

### لزگی‌ها
لزگی‌ها جزو اقوام بومی قفقازی هستند که به یکی از زبان‌های خانواده قفقازی تکلم می‌کنند.
برای نمونه پروفسور سوانته کرنل می‌گوید:" این آمارها نشانگر نظرات رسمی دولت هست، ولی در واقعیت شمار لزگی‌ها روشن نیست. هرچند مقامات رسمی آن را صد و هشتاد هزار نفر ذکر می‌کنند اما منابع دیگری تعداد لزگی‌ها را بسیار بیشتر دانسته و آن را در حدود هفتصد هزار نفر می‌دانند. همچنین در آمار اتنولوگ، حدود لزگی‌ها در جمهوری آذربایجان ۳۶۴٫۰۰۰ نفر ذکر شده است.
برپایه آمار رسمی جمهوری آذربایجان جمعیت لزگی‌ها ۱۷۸۰۲۱ هزار نفر است.
به قول پروفسور کرنول، نریمان رمضانُف یکی از رهبران سیاسی لزگی می‌گوید که هرچند بسیاری از تالش‌ها، تات‌ها و کردها زبانشان را به خاطر سیاست‌های آسیمیلاسیون باخته‌اند، ولی لزگی‌ها به خاطر روابط با داغستان (که سیاست آسیمیله شدن دولت جمهوری آذربایجان در آن وجود ندارد) توانسته‌اند زبان و فرهنگ خود را بهتر حفظ کنند.

### تالشی‌ها
طبق دانشنامهٔ ایران، بیشترین تراکم جمعیت روستاییان در این کشور در نواحی واقع در جنوب شرقی آن است که اکثریت این جمعیت را تالشی‌ها (که آن‌ها نیز ایرانی‌تبارند) تشکیل می‌دهند و بسیاری از آداب رسوم کهن خود را هم حفظ کرده‌اند.
آمار سال ۱۹۲۶ شوروی (در رابطه با کم شمردن این آمار به بخش تات‌ها در همین مقاله بنگرید)، تعداد تالشی‌ها را ۷۷٫۰۳۹ نفر ذکر کرده است. آمار سال ۱۹۵۹ تالشی‌ها را ذکر نکرده و آن‌ها را جزو آذربایجانی‌ها شمرده است. سپس در سال ۱۹۹۹ (آمار رسمی جمهوری آذربایجان) تعداد تالشی‌ها ۷۶٫۸۰۰ نفر شمرده شده است (یعنی کمتر از سال ۱۹۲۶). امروزه نیز مقامات جمهوری آذربایجان تعداد تالشی‌ها را همان ۷۶٫۸۰۰ نفر برمی‌شمرند. اما از دیدگاه بسیاری از پژوهشگران تعداد تالشی‌ها بسیار بیشتر از این می‌باشد و این ارقام تنها ناشی از کم‌شماری اقلیت‌های قومی توسط دولت است. پروفسور وارتان گریگوریان این آمارسازی مقامات جمهوری آذربایجان را یک تحریف می‌داند.
همچنین پروفسور کرنول می‌گوید که حداقل ۲۰۰٫۰۰۰ تا ۴۰۰٫۰۰۰ تالشی در جمهوری آذربایجان وجود دارد. بر اساس آمار اتنولوگ در سال ۱۹۹۶ تعداد تالشی‌ها در این کشور حدود ۸۰۰ هزار نفر، لزگی‌ها ۳۶۴ هزار نفر و کردها ۲۰ هزار نفر بوده است. پروفسور وارتان گریگوریان (استاد دانشگاه و رئیس چند دانشگاه آمریکا) مقاله مفصلی در رابطه با آسیمیله کردن تالشی‌ها به دست شوروی و مقامات جمهوری آذربایجان نوشته است.
در کل دو علت برای کم شمردن تالش‌ها ذکر شده است: اول از همه فشار بر هویت تالش در دوران شوروی و دوم حساسیت برانگیختن از این‌که کسی خود را غیر آذربایجانی معرفی کند.

### تات‌ها
زبان تات‌های قفقاز فارسی است و آن که در ایران، تاتی نامیده می‌شود نیست.
دولت جمهوری آذربایجان در سال ۱۹۹۹ میلادی، جمعیت تات‌های آذربایجان را تنها ۱۰٬۹۲۲ نفر اعلام کرده است.
این در حالی‌است که تا قرن بیستم تعداد تات‌زبان‌ها بسیار بیشتر بوده است. برای نمونه در آمار سال ۱۸۸۶، شمار تات‌ها ۱۲۰٫۰۰۰ نفر ذکر شده است. اما پس از حکومت شوروی، در سال ۱۹۲۶، تعداد تات‌ها به ۲۸٫۵۰۰ تقلیل یافت. بنابر نظر این منبع، تعداد تات‌ها به خاطر سیاست آسیمیله کاهش یافته است.
عباس قلیخان باکیخانوف (قرن نوزدهم) نیز زبان «مملکت باکو» به علاوه چند نقطه دیگر را نیز تاتی ذکر کرده است. درصفحه ۱۸ کتاب مذکور آمده است: هشت قریه در طبرسران که جلقان و روکال و مقاطیر و کماخ و زیدیان و حمیدی و مطاعی و بیلحدی باشد، در حوالی شهری که انوشیروان در محل متصل به دربند تعمیر کرده بود و آثار آن هنوز معلوم است، زبان تات دارند. ایضاً در صفحه ۱۹ کتاب یاد شده آمده است: محالات واقع در میان بلوکین‌شماخی و قدیال که حالا شهر قبه است، مثل حوض و لاهج و قشونلو در شیروان و برمک و شش پاره و پایین بدوق در قبه و تمام مملکت باکو سوای شش قریهٔ تراکمه، همین زبان تات را دارند… قسم قربی مملکت قبه سوای قریهٔ خنالق که ربانی علی‌حده دارد و ناحیهٔ سموریه و کوره دو محال طبرسران که دره و احمدلو می‌باشند به اصطلاحات منطقه، زبان مخصوص دارند و اهالی ترک‌زبان را مغول می‌نامند.

### کردها
بخش عمده کردهای آذربایجان در سده‌های ۱۹ و ۲۰ میلادی وارد این سرزمین شدند. بیشتر آنها در جنگ بین روس‌ها و ترکان عثمانی، آوارگانی بودند که به خاطر نزدیکی دینی با آذربایجانی‌ها در خاک آذربایجان سکنی گزیدند.
کردها یکی از ملت‌هایی جمهوری آذربایجان هستند که زیرفشار سخت آسیمیله، شمار آن‌ها در جمهوری آذربایجان کاهش یافته است؛ به گونه‌ای که اگر یک فرد کرد به جای این که خود را یک آذربایجانی معرفی کند، بر هویت ملی خویش پافشاری می‌کرد، قادر به پیداکردن شغل نبود.
کردهای جمهوری آذربایجان بیشتر در منطقه ناگورنو قره‌باغ (در اطراف شهرهای کلبجر و لاچین) در مرکز کشور (شهرهای هاک و زنگلان و زردآوا و در جمهوری نخجوان (اطراف شهرهای سده رک و تیواز) زندگی می‌کنند. بعد از وقوع جنگ قره‌باغ، کردها نیز مانند آذربایجانی‌ها این منطقه را ترک نمودند و به سایر مناطق آذربایجان کوچ کردند.
کرنل در رابطه با جمعیت کردها می‌گوید: «آمار کردها بسیار است، برخی آن را حدود ده درصد از جمعیت کشور برشمرده‌اند». برخی از منابع کرد به وجود ۲۰۰٬۰۰۰ نفر کرد در جمهوری آذربایجان اشاره می‌کنند؛ اما در آمار رسمی گفته شده که تنها ۱۲٬۰۰۰ نفر کرد در این کشور زندگی می‌کنند؛ دلیل این امر آن است که پس از سال ۱۹۳۰ به تدریج منابع دولتی قومیت اکثر کردها را از روی عمد آذربایجانی عنوان کرده‌اند.
کردهای ساکن در اطراف منطقه قره‌باغ از سال ۱۹۲۳ تا ۱۹۲۹ میلادی، این منطقه را تحت عنوان استان خودمختار کرد (کردستان سرخ) اعلام کردند که این منطقه در نتیجه سیاست‌های شوروی کمونیستی به حالت پیشین برگشت.

### زبان‌ها
زبان رسمی کشور، آذربایجانی است ولی زبان‌های روسی، لزگی، تالشی، تاتی، کردی و آواری نیز صحبت می‌شود. آذربایجانی از نظر تقسیمات زبانی، جزئی از دسته ترکی جنوب باختری یا ترکی اوغوز می‌باشد. زبان آذربایجانی، ترکی استانبولی و ترکمنی در گروه ترکی جنوب باختری (اوغوز) قرار می‌گیرند.

### ادیان
حدود ۴۵ درصد جمعیت جمهوری آذربایجان مسلمان هستند. ۸۵ درصد جمعیت مسلمان جمهوری آذربایجان شیعه و ۱۵ درصد بقیه سنی هستند. ۴۴٫۹ درصد از مردم جمهوری آذربایجان، مسلمان (۸۵ درصد شیعه)، حدود ۵۴ درصد از جمعیت آذربایجان بی‌دین هستند. ۲٫۵ درصد ارتدوکس روس و ۲٫۳ درصد ارمنی هستند. البته درصد اعتقاد به ادیان در این کشور صوری است؛ چراکه عدهٔ بسیار کمی از مردم عبادت کرده و واقعاً به دین خود وابستگی دارند.
جمهوری آذربایجان به همراه ایران، عراق و بحرین چهار کشوری هستند که در آن شیعیان اکثریت جمعیت را تشکیل می‌دهند. پس از استقلال از شوروی تبلیغات اسلامی در این کشور رشد داشته است

## فرهنگ و هنر
فرهنگ مردم جمهوری آذربایجان بنا به موقعیت جغرافیایی و میراث تاریخی متأثر از فرهنگ‌های مختلف منطقه قفقاز و خاورمیانه از جمله فرهنگ‌های ایرانی، ترکی، روسی و اسلامی است. در سال ۲۰۰۹ باکو از طرف سازمان‌های یونسکو به عنوان پایتخت فرهنگی جهان اسلام معرفی شد. و امروزه فرهنگ غربی با شدت بسیار رایج می‌گردد. بجز اکثریت آذربایجانی اقوام متفاوتی همچون ارمنی‌ها، کردها و تالشی‌ها در جنوب و شرق و لزگی‌ها و یهودی هاو تات‌ها در شمال به رنگارنگی زبان‌ها و فرهنگ رایج افزوده‌اند. نرخ باسوادی در این کشور ۹۸٪ ذکر شده است. برگزاری جشن نوروز و موسیقی مقام نشانه‌های نزدیکی و تأثیر ماندگار و تاریخی به فرهنگ ایرانی هستند. از لحاظ ادبیات نیز شعرایی مانند خاقانی شروانی و نظامی گنجوی از خاک جمهوری آذربایجان فعلی برخاسته‌اند و تأثیرهای اساسی در ادبیات فارسی داشته‌اند.

### سینما
سینما در آن منطقه ریشه تاریخی دارد. در واقع سه سال پس از نمایش اولین فیلم در فرانسه، فیلم‌هایی کوتاه دربارهٔ فوران نفت و یک رقص توسط یک مهندس فرانسوی فعال در حوزه صنعت نفت که به امپراتوری روسیه و باکو آمده بود، گرفته شد.

### موسیقی
جمهوری آذربایجان از لحاظ موسیقی غنی است، انواع موسیقی در این کشور رایج است
- موسیقی مقامی آذربایجانی
- موسیقی میخانه‌ای
- موسیقی عاشیق
- موسیقی تالشی

مسابقه آواز یوروویژن ۲۰۱۲ با برنده شدن آذربایجان در سال ۲۰۱۱ و با ترانه "Running Scared" با اجرای دو هنرمند آذربایجانی اِلدار و نگار در جمهوری آذربایجان و در شهر باکو و در تالار نوساز کریستال این شهر برگزار گردید. با توجه به تصمیم EBU پایان این مسابقه در ۲۶ مه ۲۰۱۲، برابر با شنبه ۶ خرداد سال ۱۳۹۱ هجری شمسی برگزار گردید."Stories". Eurovision Song Contest (به انگلیسی). Retrieved 2024-05-20. ۴۲ کشور در این نوبت از مسابقه شرکت کرده بودند و ترانه "سرخوشی" از لوریَن از کشور سوئد برنده این مسابقه شد. روسیه با گروه " مادر بزرگها " مقام دوم و صربستان هم مقام سوم را از آن خود کرده آذربایجان هم چهارم شد.

### ورزش
در سال ۲۰۱۵ بازی‌های اروپایی در این کشور برگزار شد و همچنین یکی از میزبان‌های مسابقات فوتبال قهرمانی اروپا ۲۰۲۰ بود.
از تیم‌های فوتبال این کشور می‌توان به باشگاه فوتبال قره‌باغ و تیم ملی فوتبال آذربایجان اشاره کرد.

## نگارخانه

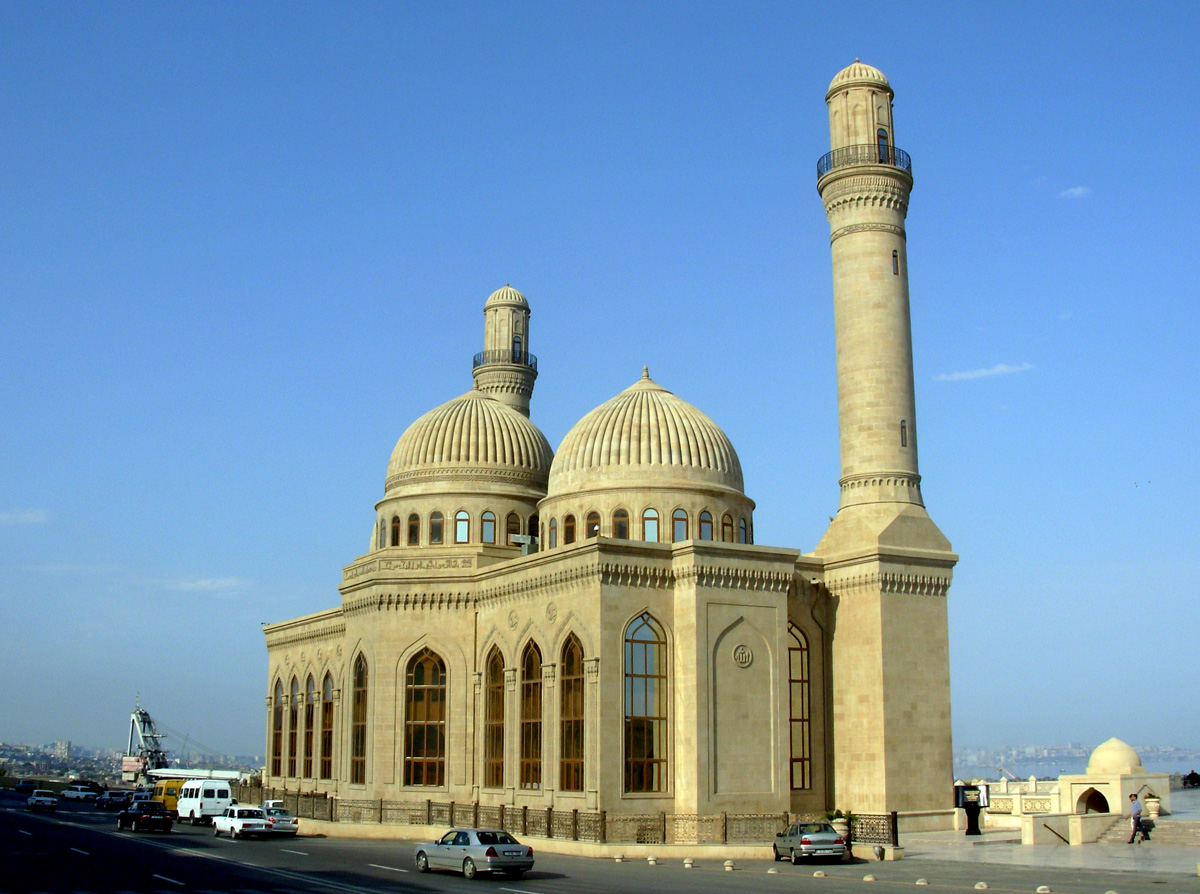
مسجد و آرامگاه بی‌بی هیبت «خواهر امام رضا»
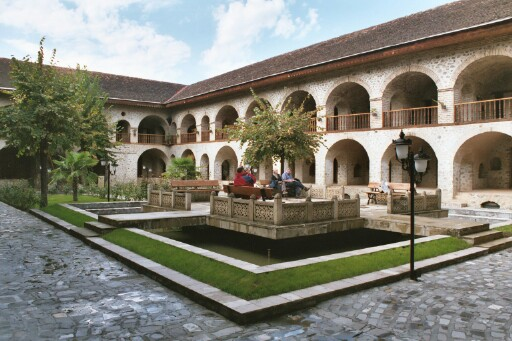
کاروانسرای شهر شکی
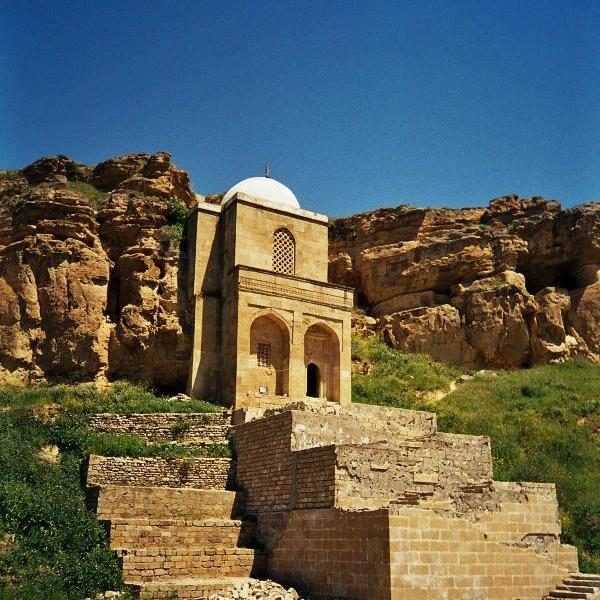
زیارتگاه دیری بابا در منطقه مرزه
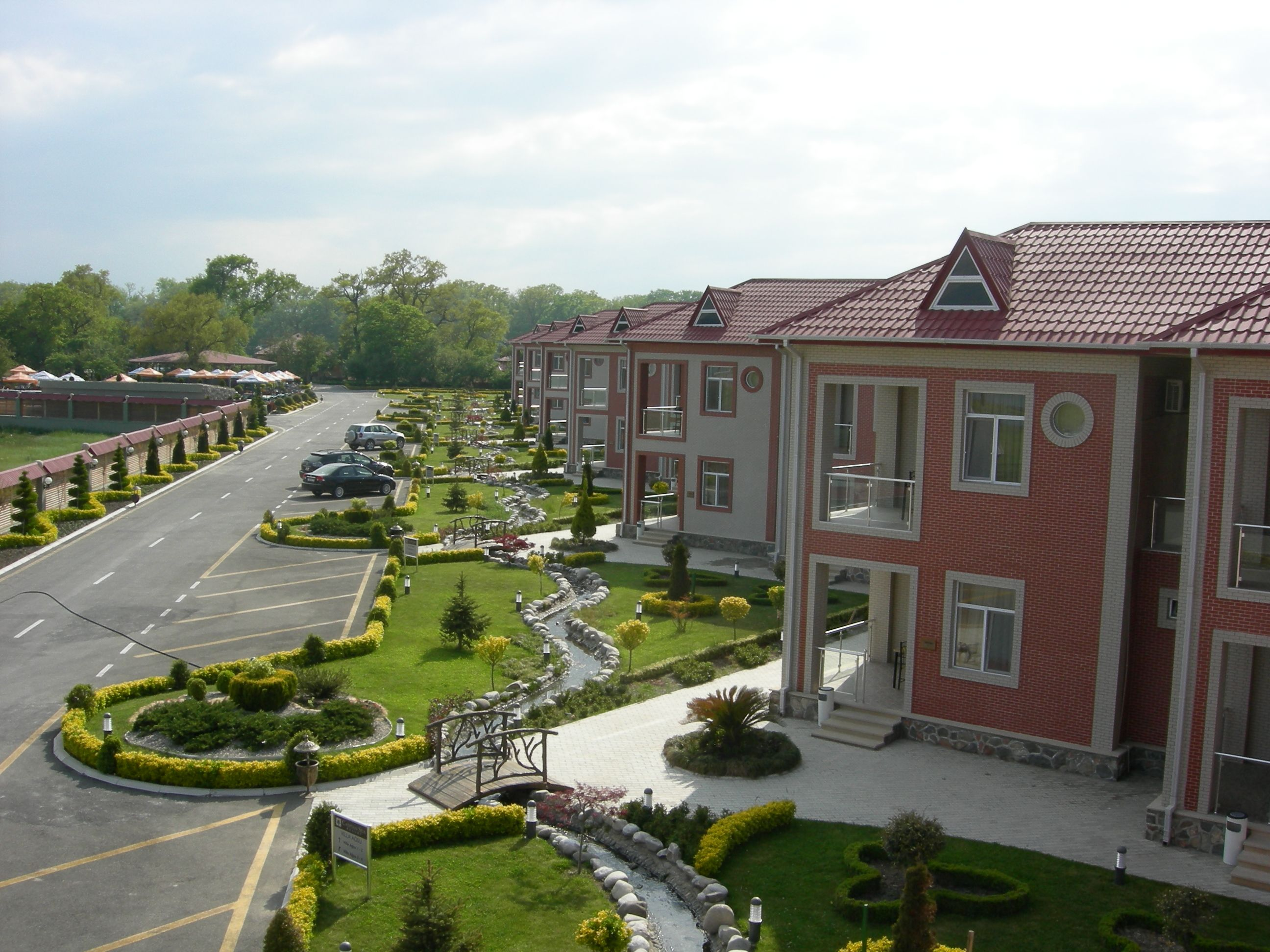
شهر توریستی نابران واقع در بخش خاچماز
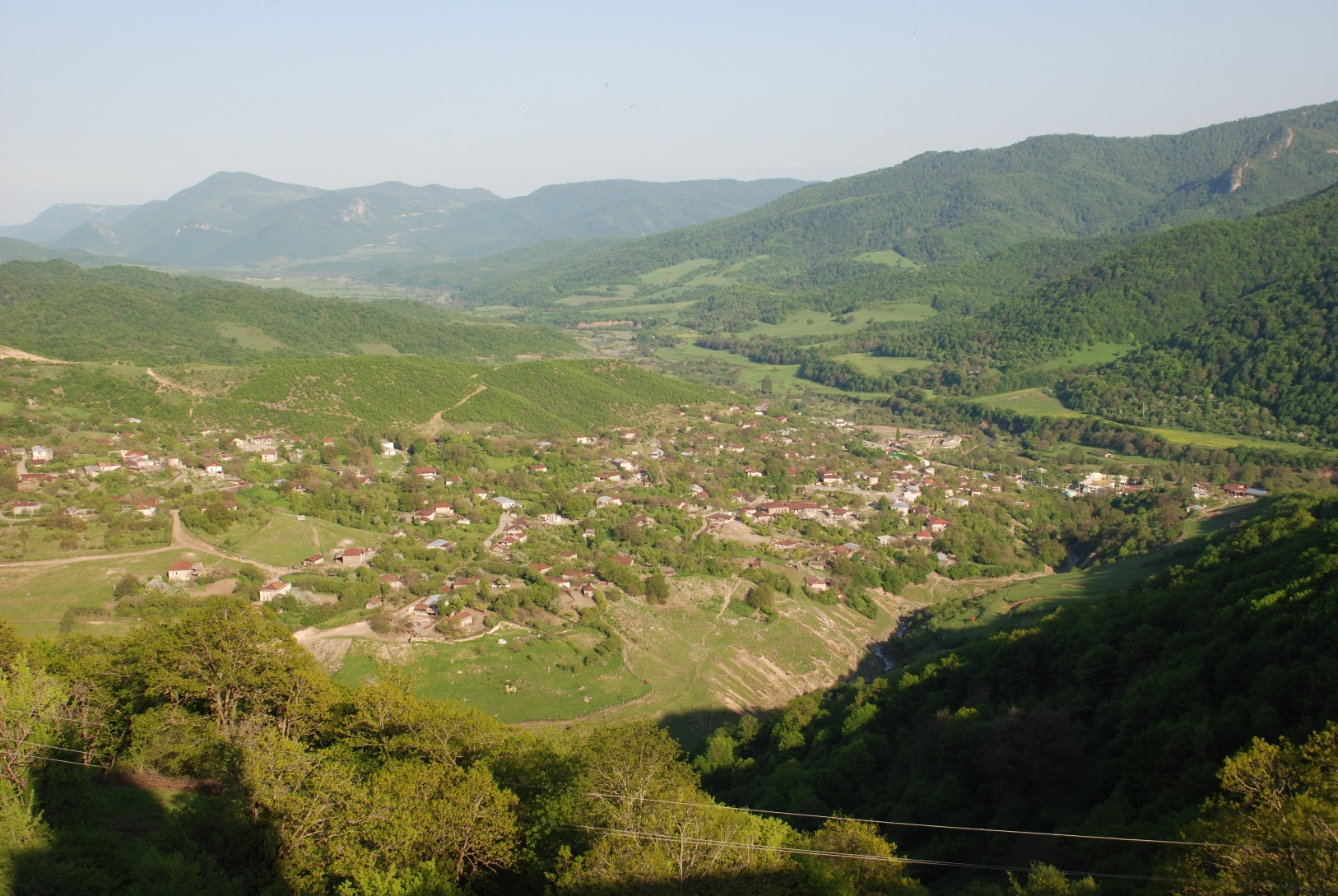
منطقه قره باغ
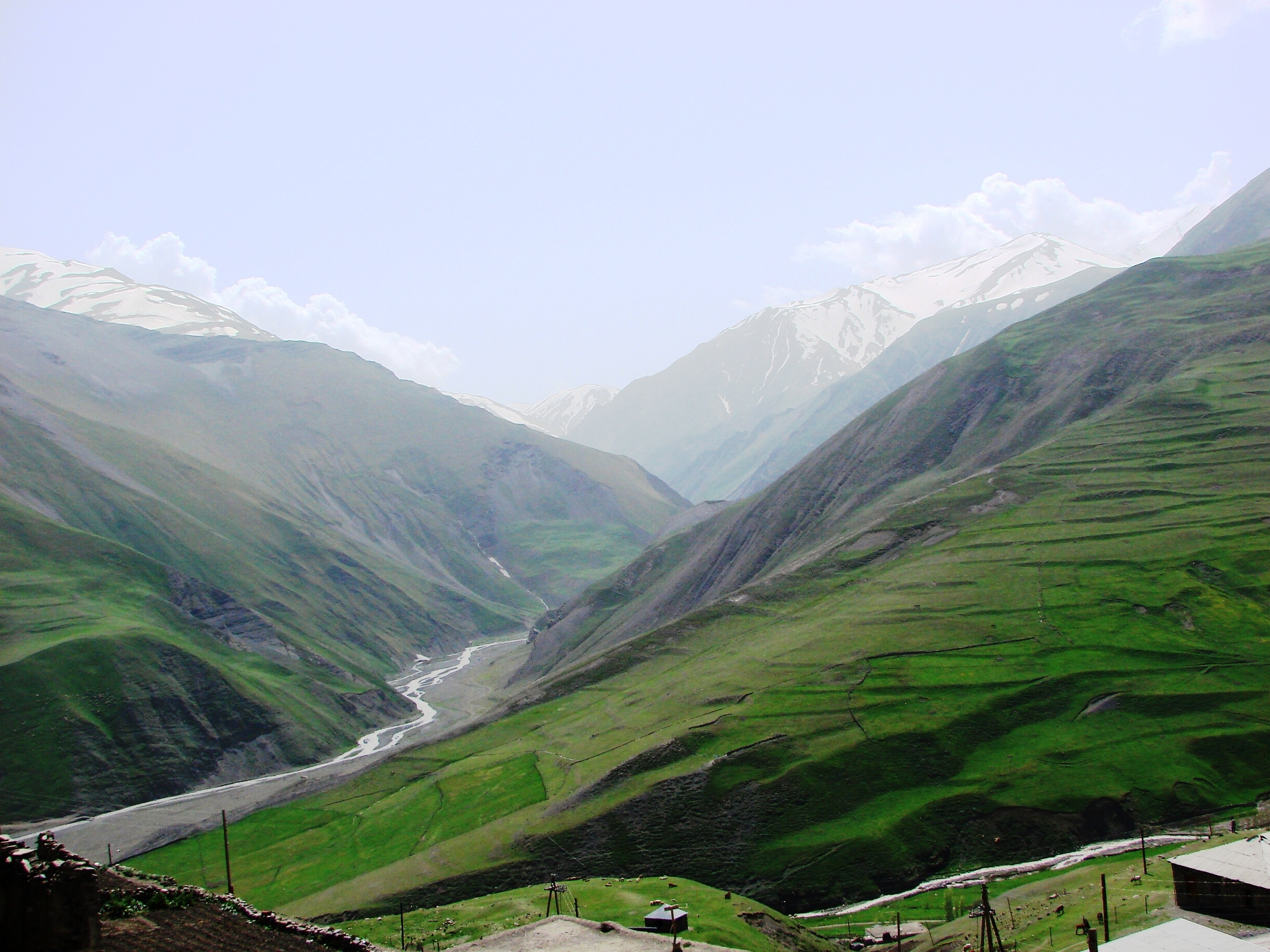
منطقه گردشگری خینالیق
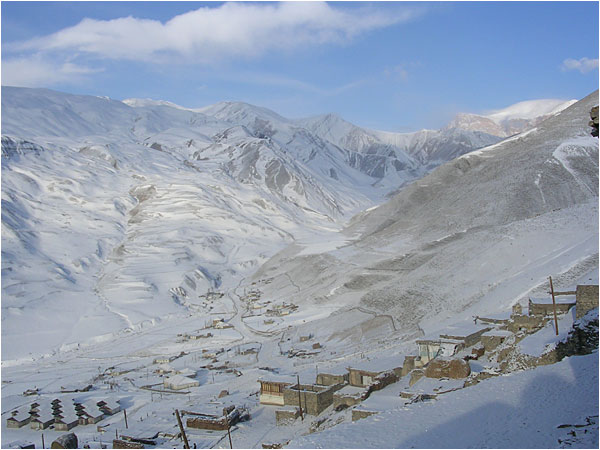
روستای خینالیق در قوبا
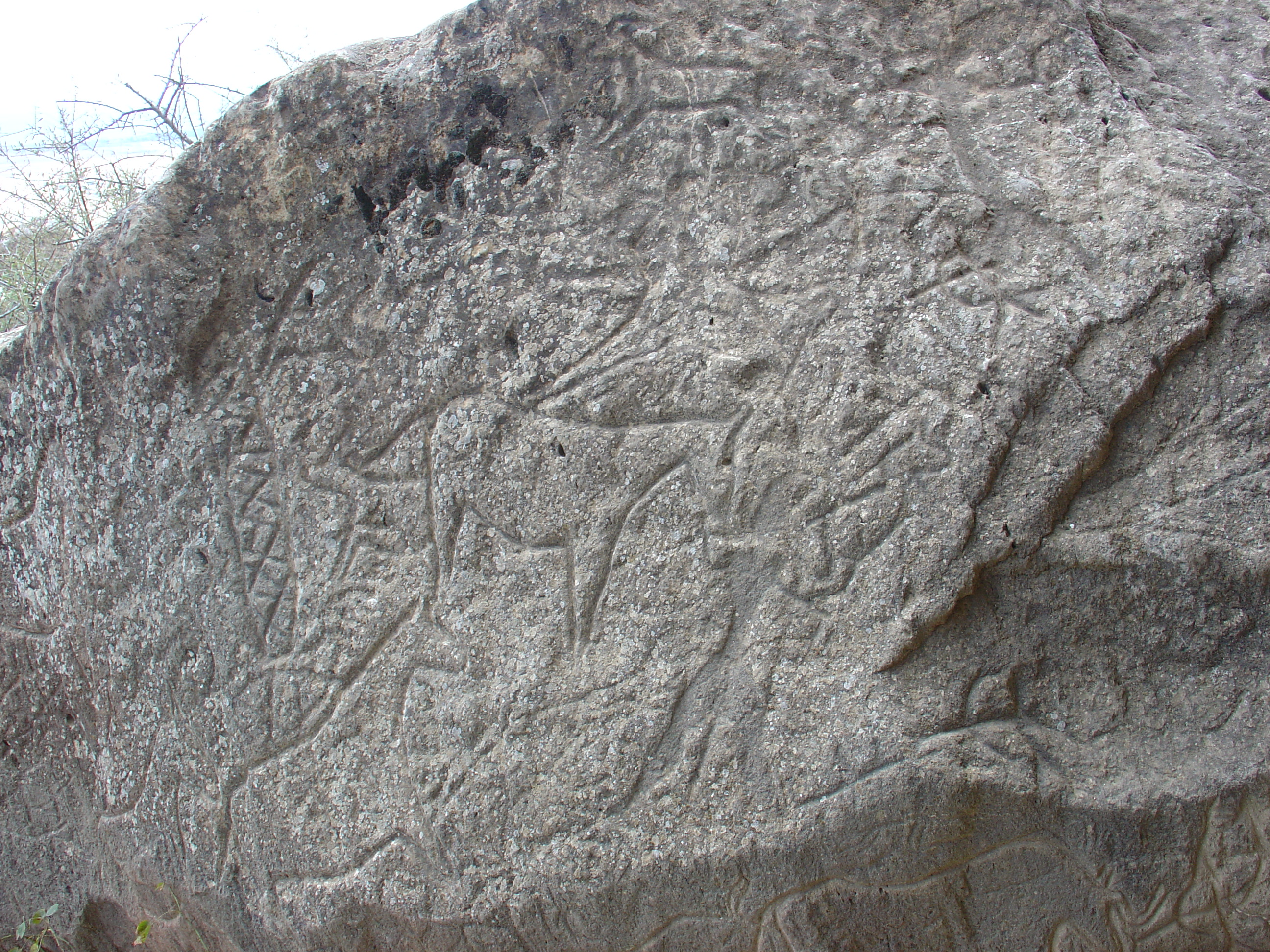
سنگ نگاره قبوستان
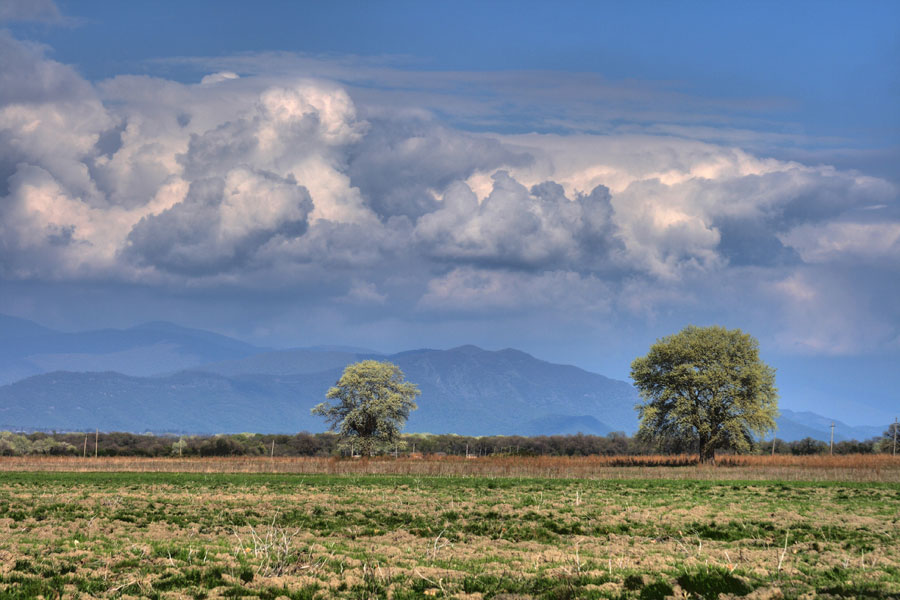
دره آلازانی
مرکز فرهنگی حیدر علیف
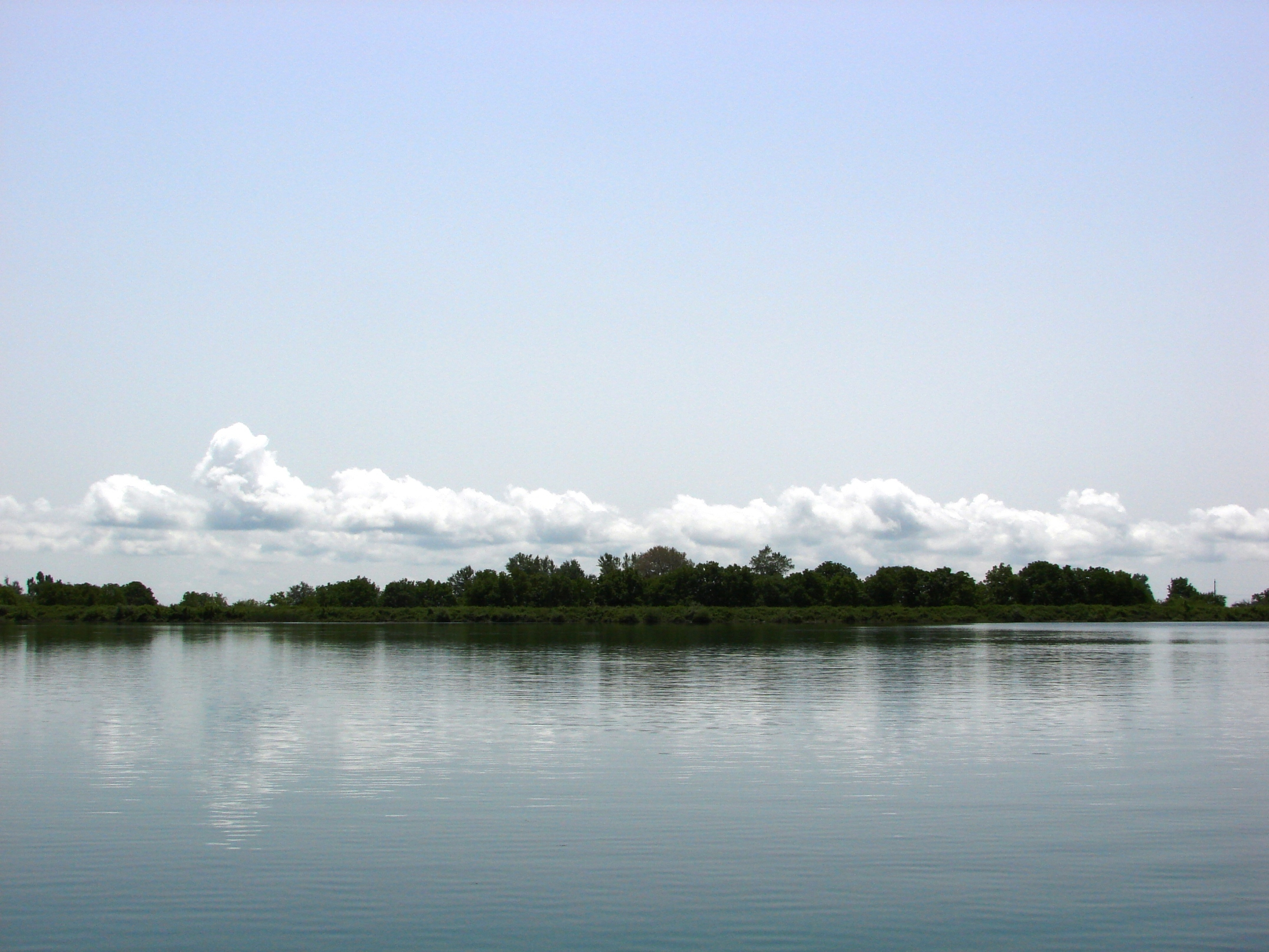
دریاچه‌ای در منطقهٔ قبله